# A magyar labdarúgó-válogatott története
A magyar labdarúgó-válogatott története a magyar labdarúgó-válogatott gazdag múltját mutatja be a kezdetektől napjainkig.

## A magyar labdarúgás előtörténete és kezdete
Az első „footballt” Esterházy Miksa hozta be 1875-ben, mint a Monarchia attaséja.
A magyar labdarúgás legrégebbi írásos emlékeit 1879-ből őrizzük, ugyanis Molnár Lajos: Atlétikai gyakorlatok című könyvében ismerteti az addig újdonságnak számító sportot, a labdarúgást. Három évvel később 1882-ben Szabadtéri Játszó Társaság-ot alapítanak a pesti református főgimnáziumban. 1890-ben a Sport-Világ című újságban megjelentek a sportág szabályismertető kis füzetei, Bély Mihály és Szaffka Manó révén.
Löwenrosen Károly a Törekvés dalárda tagjaiból verbuvált futballcsapatot, akik hétköznapi munkások voltak és nem sportolók. Három hónapos felkészülés után, 1896. november 1-jén a Pékerdő egyik tisztásán (a mai MTK-pálya környékén) megmérkőztek. A hatalmas leszakadó hó sem tántorította el a csapatokat. A mérkőzést 20 perc elteltével le kellett fújni, mivel három bokatörés történt.

| „                               | „A foot-ball játék kezd már hazánkban is tért foglalni. Eddig a MAC alelnökének engedélye folytán H. Perry a MAC trainere lapunk szerkesztőjének közreműködése mellett a Ludovika-akadémia tanárai és növendékeit tanítják már egy hónapja erre a rendkívül érdekes és szórakoztató játékra, azonban most már a MAC tagjai is megkezdték nagy kedvel a tanulást. A múlt vasárnap megtartott sikerült első próba valószínűleg arra fogja vezetni a MAC vezetőségét, hogy nemsokára pályát rendeztet be s talán egy-két versenyt is rendez ezen játékból.” | ” |
| – Sport-Világ 1896. március 29. | |   |

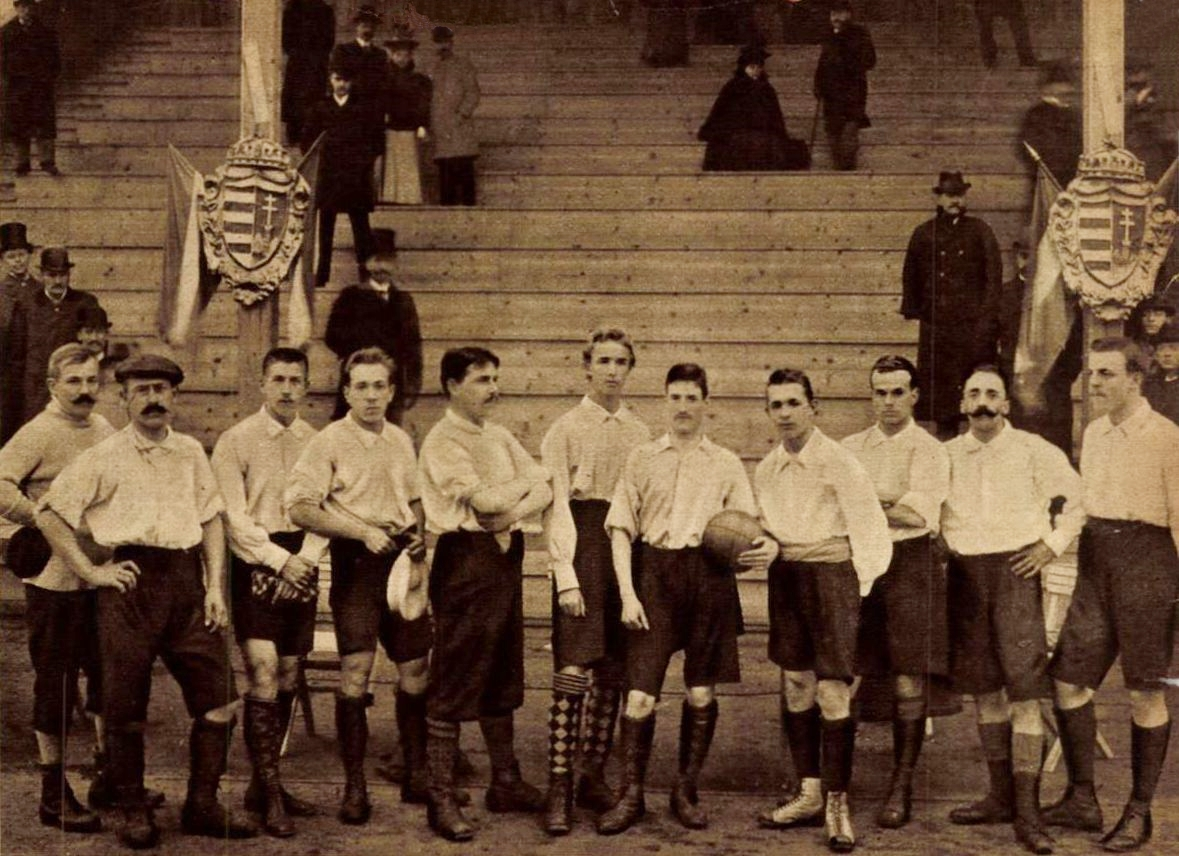
Budapesti Torna Club kezdőcsapata Vienna Cricket and Football-Club ellen

1897. május 9-én lejátszották az első hivatalos mérkőzést. A Budapesti Torna Club két csapata csapott össze. Stobbe Ferenc finanszírozta a piros-fehér és kék-fehér mezeket. A mérkőzést egy hirtelen jött zápor elmosta és az érdeklődő nézőközönség elmenekült a Millenárisról. Még ugyanezen év őszén a Vienna Cricket and Football-Club vendégszereplését töltötte itt. Az első nemzetközi klubmérkőzésen BTC színeiben: Stobbe Ferenc, Harsády József, Asthon Tamás, Iszer Károly, Pesky Vilmos, Klebersberg Géza, Ray Ferenc, Yolland Arthur, Hajós Alfréd, Ramaseder István és Lender Ernő lépett pályára. A 2–0-s vereség ellenére megélénkült a futball utáni érdeklődés.
1901. január 19-én az István főherceg Szálló különtermében megalakult a Magyar Labdarúgók Szövetsége (MLSZ). Az MLSZ első elnökének Jász Gézát, alelnökeinek Gillemot Ferencet, Füzeséry Árpádot és főtitkárnak Horváth Ferencet választják. Iszer Károly pedig tiszteletbeli taggá válik. Az alapító egyesületeket két osztályba sorolták és kiírták a bajnokságot. Az első magyar bajnoki labdarúgó-mérkőzést BTC és a BSC csapatai játszották le.

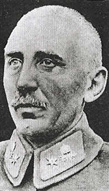
Gillemot Ferenc

A válogatott első (nem hivatalos) mérkőzésén az ellenfél ugyancsak a válogatott volt. Az MLSZ Intéző Bizottsága által összeállított A- és B-keret csapott össze egymással és a B csapat nyert 4–3-ra. Tehát az első nem hivatalos válogatott gólokat a magyar csapat magyar csapatnak rúgta. A magyar labdarúgó-válogatott szervezője és első szövetségi kapitánya Gillemot Ferenc lett, aki az MLSZ egyik alapító tagja volt. 27 évesen hamarabb volt kapitány, mint labdarúgó. 1902–1904 között 5 válogatott mérkőzésen edzette a csapatot.

Az első nemzetközi mérkőzésének időpontja 1901. április 11-re esett. Annak ellenére, hogy az ellenfél egyelőre csak egy angol klubcsapat, a Richmond AFC volt, az összecsapás 4–0-s vereséggel zárult. Később az angolok 5 nap leforgása alatt legyőzték a MÚE, a BTC és a Műegyetemi FC csapatát is. Pár nappal később a válogatott kétszer összecsapott a Surrey Wanderer ellen. Az eredmény 5–1-es és 6–1-es vereség lett.

1902. október 12-én az osztrák válogatott ellen került sor a labdarúgó-válogatott hivatalos debütálására, a „sógoroknak” szintén ez volt az első hivatalos mérkőzésük. Az összecsapás csak hat évvel később, 1908-ban kapta meg a hivatalos válogatott-mérkőzési rangot, mivel a két csapat Wien és Budapest néven lépett pályára. A két szövetség megállapodott, hogy oda-vissza mérkőzésrendszerben, minden évben összecsapnak a fővárosokban. (Nem is véletlen, hogy napjainkig az osztrák válogatottal került szembe a magyar csapat legtöbbször.) Európában ez a két csapat csapott össze először. Illetve ezután a mérkőzés után 10 válogatottat tartottak nyilván a világon.

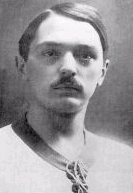
Borbás Gáspár

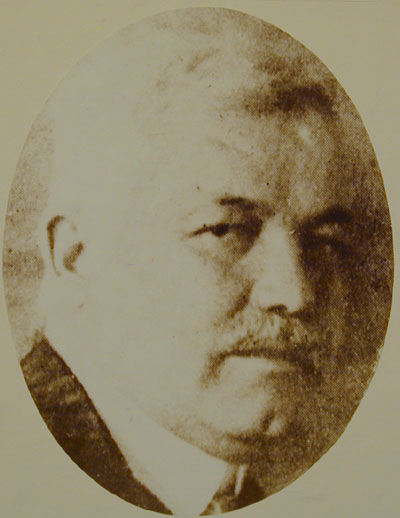
Stobbe Ferenc

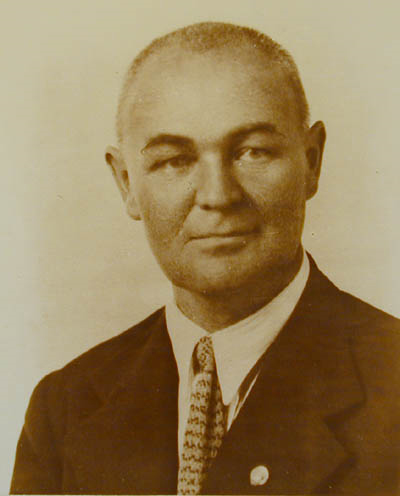
Minder Frigyes

Az első hivatalos nemzetközi győzelemig és az első magyar válogatott gólig csak a következő összecsapásig kellett várni. Magyarországon fogadták 1903. április 5-én Csehország csapatát. Az első hivatalos válogatott gól szerzője dr. Borbás Gáspár. Ez volt Csehország első nemzetközi mérkőzése. Ezzel ők lettek a 11. válogatott a nemzetközi labdarúgóvilágban.

1904. október 9-én már Stobbe Ferenc ült a válogatott kispadján, mint szövetségi kapitány. 1904–1906 és 1907–1908 között 10 mérkőzésen irányította a csapatot. Első megbízatása után Hajós Alfréd követte őt (1906) majd Hajós után is ő került vissza. Gillemot Ferenchez hasonlóan ő is alapító tag volt és később mint kapitány is kipróbálhatta magát.

1905. június 9-én kiosztották a szövetség bársony sapkáját azon játékosoknak, akik pályára léptek a válogatottban. Szűk 3 év alatt 37-en fordultak meg a válogatottban 7 mérkőzésen. 

Az első filmen is archivált mérkőzést 1907. november 3-án játszotta a válogatott (Magyarország – Ausztria 4:1) Célja a válogatott népszerűsítése a vidéki városokban. Ez volt a 14. mérkőzés. 

1907-ben, a FIFA elismerte a szövetség önállóságát és felvette Magyarországot tagjai sorába – Muzsa Gyula közbenjárására. 1905-ben már az MLSZ-nek lehetősége lett volna csatlakozni, de csak az osztrák szövetségen keresztül kapott meghívót és emiatt nem küldött ki képviselőt.

1908. június 10-én, hazai pályán fogadták a sportág kitalálóit és egyben akkori mestereit, az angolokat. A válogatott 7:0 arányú vereséget szenvedett a kor legszínvonalasabb technikáját és taktikáját képviselő szigetországiak ellen.

1908. november 1-jén a 18. mérkőzésen már a negyedik szövetségi kapitány fordult meg a csapat élén. Minder Frigyes (1908–1911, 1914–1915, 1919, 1930) összesen 24-szer irányította a válogatottat, illetve ő tért vissza a mai napig legtöbbször a válogatott kispadjára (4 alkalommal)

A kétéves tagság után Budapesten szervezték meg a FIFA következő, VI. kongresszusát 1909. június 29–31-ig. Az esemény alkalmából fejlesztették és kibővítették a Millenárist. Nemzetközileg a legfejlettebb pályát adták át és rögtön három válogatott mérkőzéssel fel is avatta a magyar csapat. (Magyarország – Anglia 2:4, Magyarország – Ausztria 1:1, Magyarország – Anglia 2:8.)

## 1910-es évek

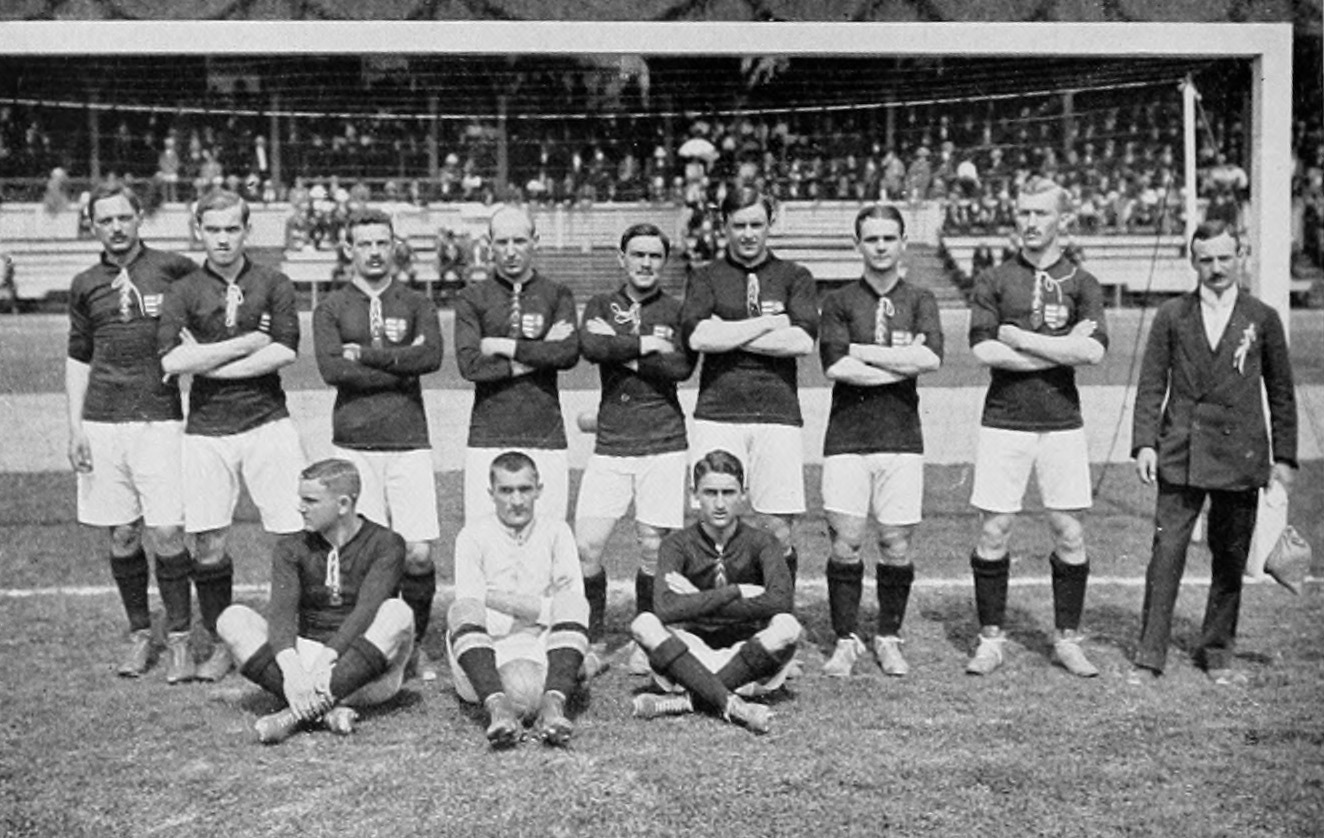
A magyar labdarúgó-válogatott az 1912-es játékokon

A nemzeti csapat 1912 nyarán szerepel először olimpián. Minder Frigyest váltó Herczog Ede készítette fel a csapatot, aki nem csak edző, hanem nemzetközi labdarúgó-játékvezető is volt. 1911 és 1919 között zajlott le a Herczog és Minder „edzőkeringő”, ugyanis sorozatosan egymást váltották a kispadon. (Herczog 1911–1914 és 1916–1917 között összesen 31 alkalommal irányította a nemzeti tizenegyet.) Az olimpiai részvételt a nehéz anyagi helyzet majdnem meghiúsította, de adományokból és barátságos meccsekből mégiscsak sikerült kijutni az olimpiára. A sorsolás után a mindig erős angol válogatottal került szembe a magyar csapat, és 7–0-s vereséggel már az elején búcsúznia kellett. A mezőnyben szépen játszott csapat, de mindenki maga akarta megoldani a helyzeteket, hiányzott a csapatmunka. A vigaszdíjmérkőzéseket sorra győzve viszont megszerezte a vigaszdíjat. A németeket 3–1-re a legendás Schlosser Imre mesterhármasával az osztrákokat pedig könnyed játékkal Schlosser, Pataki és Bodnár góljaival 3–0-ra verték. Ezzel a szerepléssel a magyar csapat – ha csak vigaszdíjjal is –, de első nemzetközi sikerét érte el.
| „                                         | „…Most, midőn az egész világ tud arról, hogy az olimpia vigaszdíj döntőjében Magyarország Ausztriával küzdött és győzött, úgy nincs ember, aki elhiggye, hogy Magyarország szintén csak egy szerény tag az osztrák örökös tartományok sorában. Újabb lépés volt ez az osztrák meccs Magyarország önállóságának megismertetésére…” | ” |
| – részlet a Sport Világ korabeli számából | |   |

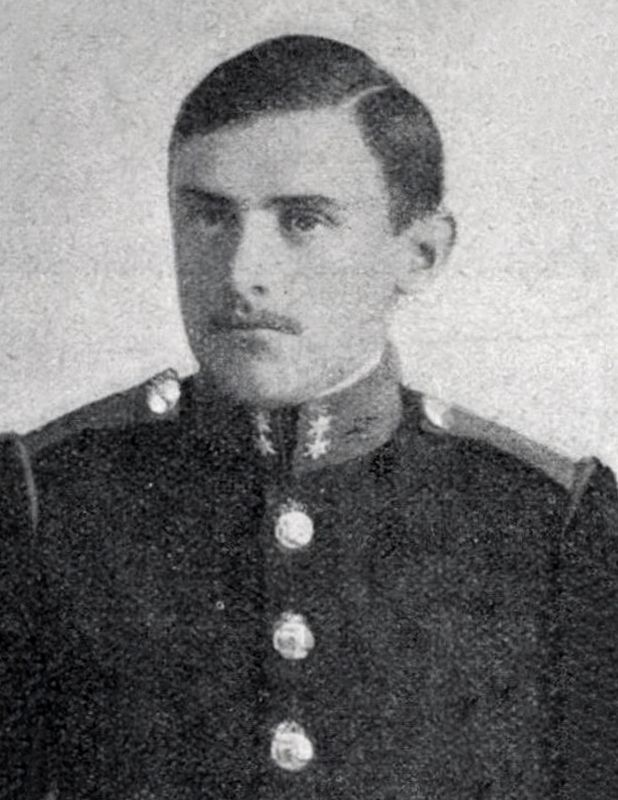
Rumbold Gyula

Érdekesség még, hogy az olimpiát követő, közvetlen két mérkőzést Moszkvában az orosz nemzeti csapat ellen játszották és a magyar labdarúgás egyik legnagyobb arányú győzelmet is ekkor érték el. Oroszország – Magyarország 0–9 és Oroszország – Magyarország 0–12. A két mérkőzésen összesen Schlosser 7, Pataki Mihály 6, Kertész 6, Tóth-Potya és Bródy 1-1 gólt szereztek. 

1914. június 19. Az 50. válogatott mérkőzés frappánsra sikeredet. Mondhatni úgy, hogy le is játszották és nem is. A svéd szövetség két mérkőzést kötött le, az elsőn B-csapattal, míg a másodikat tervezték hivatalosnak, ahol teljes gárdával álltak volna ki. Az 50. pont a B-válogatott elleni mérkőzésre esett, amit be is húzott a csapat 5–1-re. Viszont ezt a mérkőzést a svéd szövetség, mint B-válogatott összecsapásként kezeli. A hazai statisztikák viszont főmérkőzésként aposztrofálják most is. Két nappal később 1–1-es döntetlent játszottak.
Az első világháború keresztbe vágta a virágzó magyar labdarúgás történetét. Magyarországon Hadi bajnokság jön létre. A fronton is rendszeresek a foci meccsek, hadifogolytáborokban jönnek létre csapatok, egyesületek. A bezárt katonák túlélő eszköze a futball lett. A világégés után 1918-tól érezhetőek a nehéz következmények. Szűkölködnek a klubok, és ráadásul még a labdarúgást is díj ellenében lehetett játszani. Még a válogatott játékosok is ócska szerelésben játszanak. 1914–1918 között csak a háborúban is mellettünk harcoló osztrákokkal csaptunk össze 16 alkalommal. 

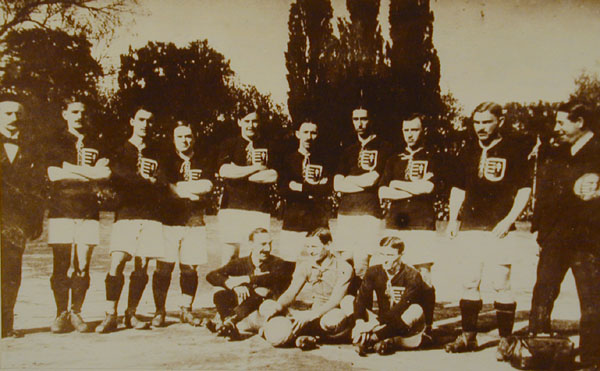
Magyar válogatott 1918. május 3-án. Balról: Hogan edző, Konrád II, Kertész II, Szabó, Feldmann, Orth, Schlosser, Nemes, Ging, Fogl II, Schaffer

1918–1919 között új szövetségi kapitány kerül a válogatotthoz Fehéry Ákos személyében, a kor egyik legnevesebb futball-szakértője, korábbi válogatott, későbbi ismert játékvezető. 5 mérkőzésen 5 győzelmet ért el.
1919-ben Anglia fellép a központi hatalmak ellen a FIFA-nál és megkísérli kizáratni azokat (köztük Magyarországot is). Mivel a FIFA nem tett eleget a kérésnek ezért Nagy-Britannia három szövetsége (Anglia, Skócia, Wales) és Írország kilépnek a FIFA-ból. (1924-ben térnek vissza). Ugyanebben az évben nagy számban elindultak külföldre a magyar labdarúgók azzal a céllal, hogy profi játékosként keressék meg kenyerüket mivel itthon akkoriban amatőrként csak némi prémiumot kaptak a játékosok, de nem ebből éltek. 1920-ra még többen a légióskodásba kezdenek. Mi sem bizonyítja jobban, hogy Németországban egy komplett magyar csapat alakult. Három mérkőzést játszhattak és mindhármat megnyerték. A német szövetség magyar nyomásra megvonta az engedélyüket.

## 1920-as évek
Az 1920-as olimpia megrendezési jogától megfosztották Budapestet és helyette Belgium rendezte meg. Ráadásul a NOB döntése alapján a központi hatalmak országainak (Ausztria, Bulgária, Magyarország, Németország és Törökország) sportolói nem vehettek részt. Ez hatalmas arculcsapás volt mind az olimpiát hazánkba álmodó közönségnek és a magyar labdarúgásnak. Illetve az első sikergenerációs magyar csapat utolsó nagy megmérettetésétől fosztották meg. Ebben az évben két kapitány is kipróbálhatta magát. Harsády József egy döntetlent ért el Tibor Lajos pedig két vereséget.

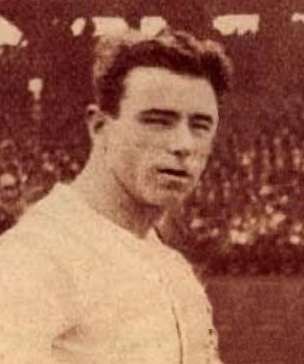
Fogl Károly

Fogl József

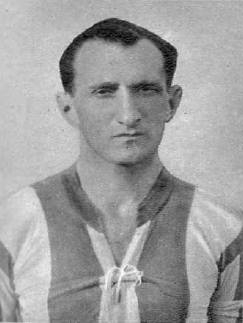
Mándi Gyula

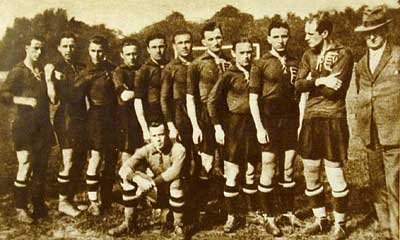
Fogl Károly, Opata Zoltán, Hirzer Ferenc, Jeny Rudolf, Eisenhoffer József, Guttmann Béla, Mándi Gyula, Obitz Gábor, Braun József, Orth György, Kiss Gyula.

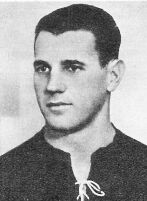
Korányi Lajos

E gondterhes időkben állt össze a híres Fogl-Gát. 1920. november 7-én játszott együtt először a testvérpár Fogl Károly és Fogl József. Károly maga volt a megtestesült masszív bekk, a rombolás volt a célja. Termetét, felépítését és játékát csak személyisége múlta felül, ezzel még a csapatkapitányi címet is kiérdemelte. Öccse József pályafutását szinte végig játszotta bátyjával, mind Újpesten, mind a válogatottban egymás oldalán szerepeltek. De sosem testvére árnyékában. A ráeső feladat sokkal inkább kifinomultabb labdakezelést igényelt, az indításokat. Határozott, összeszokott, jól kiegészített, kemény párost alkottak. Ezt mi sem bizonyítja be, mint nemzetközi hírük. (A kapus előtt két hátvéd helyezkedett el, előttük a három fedezet, akik a mai védekező középpályások korabeli megfelelői és legelöl játszott öt csatár. Ez volt 2-3-5-ös gúla rendszer. Amiben a két Fogl fiú művészszinten játszott hátvédsort.)

Fogl Károly helyére Jóska mellé olyan hátvédek kerültek, mint Dudás Gyula, Mándi Gyula vagy Korányi Lajos.

1921-ben az egykori válogatott fedezet, sportújságíró és futballszakember Kiss Gyula vette át a válogatott irányítását. 1921–1924 és 1926–1928 között összesen 42 alkalommal irányította a válogatottat.
1924. évi nyári olimpiára is szűkös az anyagi helyzet. A 22-fős keretet állami támogatás nélkül az MLSZ saját erejéből küldte ki Párizsba. A válogatott erőn alul teljesített. Az alsó ágon kezdtük meg szereplésünket Lengyelország ellen. A meccsen végig a magyar csapat irányított és 5 góllal simán továbbjutott a nyolcaddöntőbe. A szurkolók joggal bizakodtak a következő mérkőzés előtt, hisz a papíron gyengébbnek kezelt egyiptomi csapat ellen léptünk pályára. (Fontos: Mégis kiemeltként ott volt az afrikai csapat már a nyolcaddöntőben.) A mérkőzés 4. percében jött a hidegzuhany, gólt kaptunk majd azt követte még kettő. Itthon az „egyiptomi csapás” után a nagy nyomásra nem csak a szövetségi kapitány, hanem még az MLSZ elnöke is lemondott. (Érdekesség: ezt a kort idézi Sándor Pál a Régi idők focija című filmjében.)

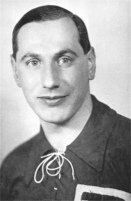
Takács II József

Kohut Vilmos

1924-ben Holits Ödön egy mérkőzésen vezette a csapatot, mint helyettes Franciaország ellen. Ez volt a 100. válogatott találkozó. Az egyiptomi csapattól elszenvedett vereség után viszont a közhangulat nem javult ráadásul egy unalmas meccsen győztünk 1–0-ra. Máriássy Lajos 1924–1926 és 1930–1932 között 31 mérkőzésen irányítja a csapatot, majd 1926-ban visszatér Kiss Gyula a kapitányi posztra.
1926-ban véget vetnek az amatőrizmusnak. Azért volt fontos ezt a lépést megtenni, mert az 1920-ban elindult kivándorlás hatására a válogatottba szerényebb képességű játékosok folyamatos kudarcokra voltak csak képesek. Az MLSZ mellett egy 24 tagú szövetség alakult, ami a 24 legjobb magyar klubot tömörítette magába. Ismét felosztották egy első és egy második osztályra a mezőnyt később kiegészült egy harmadikkal. Fejlődésnek indult a honi bajnokság, külföldön játszó tehetségeink egy része hazatért.
 1927. június 12-én a negyedik magyar-francia összecsapáson nyertünk méghozzá új gólrekordot beállítva: Magyarország – Franciaország 13–1. Ekkora épült fel Takács II József lábtöréséből és hat gólt szerzett a mérkőzésen, ezzel egy 16 éve élő csúcsot állított be. Korábban csak a visszavonuló Schlosser Imre lőtt ennyit egy meccsen a svájciaknak. Találatokat jegyeztek még Kohut Vilmos (2), Sárvári György (2), Orth György (2) és egy öngól is született. Egy jubileumhoz érkezett a Fogl-gát. Fogl József 25., bátyja pedig Fogl Károly 50. válogatottságát ünnepelte. A későbbiekben bevont válogatott mérkőzések utólag csúsztatják ezt a statisztikát. 

1927–1930 között Ausztria, Csehszlovákia, Magyarország, Jugoszlávia, Olaszország és Svájc részvételével kiírták a Európa Kupát, ez volt az első nemzetközi labdarúgókupa. Az első kiírást Olaszország nyerte egy, a magyar válogatottal vívott mérkőzés után. 

1928–1929 között Földessy János lett 6 mérkőzésen a szövetségi kapitány. Labdarúgó, szakértő és újságíró. 1909-től archiválja a labdarúgásunk történetét és ekkor jött létre az első Magyar football évkönyv.

## 1930-as évek

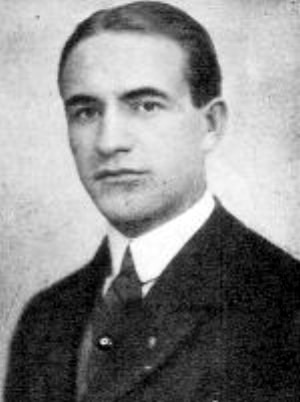
Orth György

1930. Juliet Rimet kidolgozta a Világbajnokság tervét, ami a labdarúgás legrangosabb eseményének emelt ki. Az I. labdarúgó világbajnokságon a magyar csapat nem szerepelt. Az ok a távolság is lehetett, hisz Uruguay volt a rendező illetve, hogy nem selejtezőn, hanem meghívásos alapon kerültek világbajnokságra a csapatok. Mégis van magyar vonatkoztatása: Fischer Mór a FIFA alelnöke és Orth György pedig Chile-ben dolgozott.

1930-ban Pataki Mihály három mérkőzésen volt a válogatott szövetségi kapitánya. Majd ebben az évben Minder Frigyes negyedik és egyben utolsó ciklusát töltötte a válogatottnál, négy mérkőzésen.
1930–1932 között kiírták a 2. Európa kupát, ismét hat ország részvételével (Ausztria, Csehszlovákia, Magyarország, Jugoszlávia, Olaszország és Svájc). A bajnoki lebonyolítású kupában a 3. helyet értük el. 1933–1935 között a 4. kiírásban ugyancsak a 3. helyet sikerült elérni.
1932–1934-ig Nádas Ödön volt a szövetségi kapitány, 17 mérkőzésen. 1934-ben elkezdődtek a selejtezők az 1934-es labdarúgó-világbajnokság-ra. Az első selejtezőn Bulgária ellen játszottunk és az ellenfél kispadon egy ismerős arc Fogl Károly ült. Az összecsapás vége biztos magyar győzelem és a visszavágón ugyancsak 4–1-re győztünk.

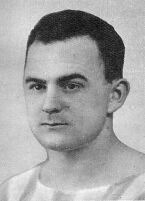
Avar István

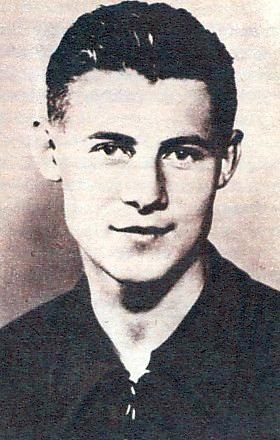
Sárosi György

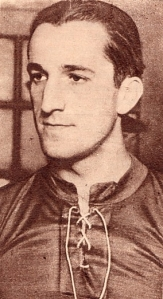
Lázár Gyula

Ugyancsak '34-ben sikerült végre először két vállra fektetni az angol oroszlánokat. Az ellenünk hibátlan mérleggel bíró angol csapat szakértők szerint a legkimagaslóbb játékerőt képviselték akkortájt. Mint eddig, mindenki sima vendég győzelme várt, csak a pályára lépő magyar 11 nem. Avar István és Sárosi György találtaira a második félidőig kellett várni az angolok csak a szépítésre voltak képesek. A végeredmény:
Magyarország – Anglia 2–1
A csapat tagjai: Háda József, Vágó József, Sternberg László, Szalay Antal, Szücs György, Lázár Gyula, Rökk Ede, Avar István, Sárosi György, Toldi Géza, Kemény Tibor
A hazai sajtó egekig magasztalta a magyar csapatot és a közvélemény hasonló eredményességet várt el a két hét múlva a soron következő világbajnokságon.
Az Olaszországban megrendezésre kerülő világeseményre a címvédő Uruguay nem utazott el és Dél-Amerika többi csapata sem a legjobbjaival állt fel. 16 csapatos mezőnyben az európai országok domináltak (12) Észak- és Dél-Amerikából három csapat míg Afrikából csupán csak egy vett részt.
A magyar csapat már szinte megszokhatta a világversenyekre való viszontagságos kiutazást. Csapatunk csak egy héttel az első összecsapás előtt érkezett meg ráadásul itthon még előtte bajnokikon játszottak játékosaink. Tóth Potya István edző helyett sógora Feldmann Gyula (aki akkoriban az Inter kispadján ült) irányította kint a csapatot. A torna nyolcaddöntőjében a tíz évvel ezelőtti pofonosztónk Egyiptom ellen kezdtünk. Egy hullámzó teljesítményű meccsen 4–2-es sikert arattunk.

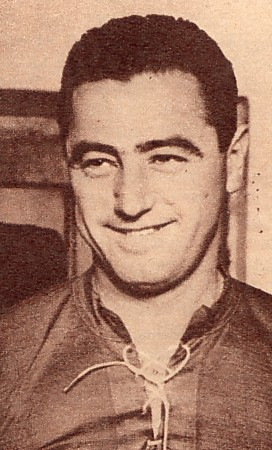
Toldi Géza

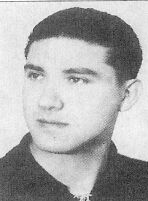
Szabó Antal

A negyeddöntőben az osztrákok ellen mérkőztünk. A magyar csapat húzó emberei nem voltak 100%-os állapotban. Ráadásul a győztes csapatban meglepő húzásokat tett a szövetségi kapitány. Az osztrák sportdiplomáciai lobbi hatására egy olasz játékvezető kapta a mérkőzést egy belga helyett. Az olasz játékvezető közismerten nem szerette a harcos test-test elleni küzdelmeket amiben Toldi Géza igazi talentuma rejlett. Hugo Meisl az osztrák szövetségi kapitány így már a mérkőzés előtt nagy taktikai húzást tudott magáénak. Az osztrákok szűk egy óra elteltével már 2–0-ra vezettek. Pszichikailag mi hátrányból indultunk, hisz az olasz játékvezető minden egyes ítéletét megkérdőjelezhettünk volna ezután a Meisl csel után és volt is mit: meg nem ítélt kezelések, jogtalan kiállítás. Mindemellett sérülések is nehezítették a játékot. A magyar válogatott becsületére legyen mondva sikerült a szépítés és kilenc játékossal is támadó futballt játszottak. A kiesés után a sajtó és a szurkolók a vezetést vonták felelősségre, hogy nem nyújtottak megfelelő körülményeket.

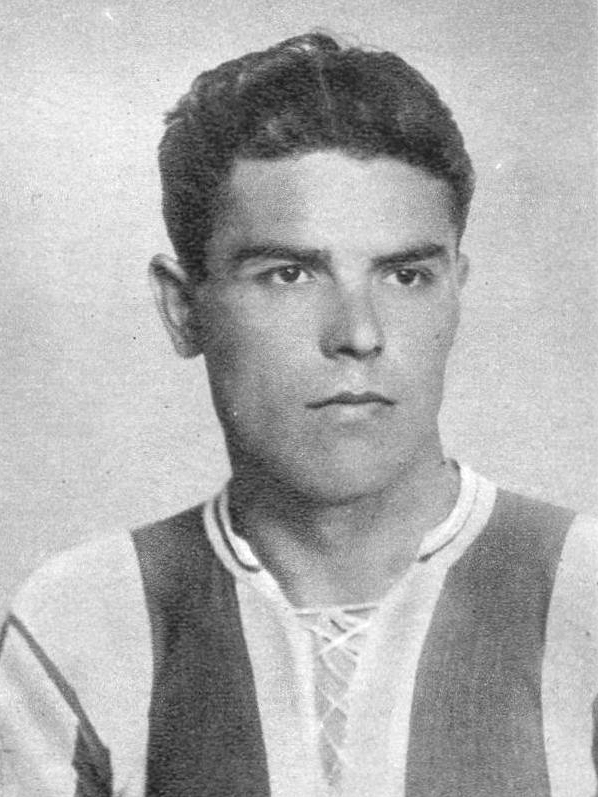
Turay József

A világbajnoki szereplés után Nádas Ödönt Dietz Károly váltotta, aki 41 válogatott mérkőzésen dirigált. Ügyvéd és budapesti rendőrfőkapitány.

1936-ban a berlini olimpián az amatőr magyar labdarúgó válogatott a labdarúgótorna első fordulójában kikapott és kiesett a lengyel nemzeti csapattól.
1937-ben Közép-Európa és Nyugat-Európa válogatottja csap össze Hollandiában. A magyarokat Lázár Gyula, Sárosi György, Sas Ferenc illetve Cseh II László képviselte. Végül a Közép-Európai csapat 3–1-es győzelmet aratott, Sas Ferenc két gólt szerzett a mérkőzésen.

A világbajnokság ismét selejtező mérkőzésekkel kezdődtek meg. A görög nemzeti csapat ellen vettük fel a harcot. A mérkőzés előtt a két szövetség megállapodott, hogy egy mérkőzésen dől el a kijutás. Szó szerint átgázolt a magyar csapat ellenfelén.
Magyarország – Görögország 11–1
A sorban harmadik 1938-as labdarúgó-világbajnokságot Franciaország rendezte meg. A világeseményen 15 csapat vett részt.
A magyar csapat kiutazása ismét sem ment zökkenőmentesen. Egy csatlakozás lekésése után végül a csapat mégis továbbutazhatott a reimsi polgármester közreműködésével.
A nyolcaddöntőben Holland-India (nem Hollandia) csapata ellen kerültünk össze. A csapat nem bízta a véletlenre a mérkőzés végkimenetelét. A legerősebb összeállításban léptünk pályára az ismeretlen játékerőt képviselő ázsiai csapat ellen. Azonban az óvatosság túlzottnak bizonyult. Az első félidőben kényelmes 4 gólos vezetés után a magyar csapat visszaállt és óvatos játékkal tartalékolva a következő mérkőzésre félgőzzel játszott, de így is szerzett még két gólt.

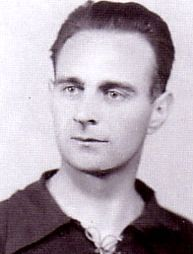
Zsengellér Gyula

A negyeddöntőben Svájc következett. Az ellenfelünk fáradtabban várta a mérkőzést, hiszen az első fordulóban a német csapat ellen játszottak egy döntetlent, és csak a megismételt mérkőzésen tudtak felül kerekedni. Ennek ellenére a svájciak jól játszottak, de az első félidő hajrájában Sárosi György gólt fejelt, majd a mérkőzés lefújása előtt Zsengellér Gyula bombájából gól született.

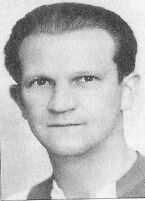
Titkos Pál

Az elődöntőben Svédország várt ránk. A mérkőzés első percében hatalmas meglepetésként az ellenfelünk megszerezte a vezetést. Ez olyannyira leblokkolta a csapatot, hogy az első játékrész feléig kellett várni a magyar válaszra. Magyar akció végén a lövésbe csak belekotorni tudnak a svéd védők és öngól. Újra visszatértünk a mérkőzésbe és jó játékkal még 4 gólt szereztünk. Zsengellér 2, Titkos Pál és Sárosi 1-1 góllal járult a magyar sikerhez és Magyarország ott volt a döntőben.

| „                             | "A magyarok briliáns játékukkal szétrobbantották a svéd csapatot." | ” |
| – Paris Soir 1938. június 17. |                                                                    |   |

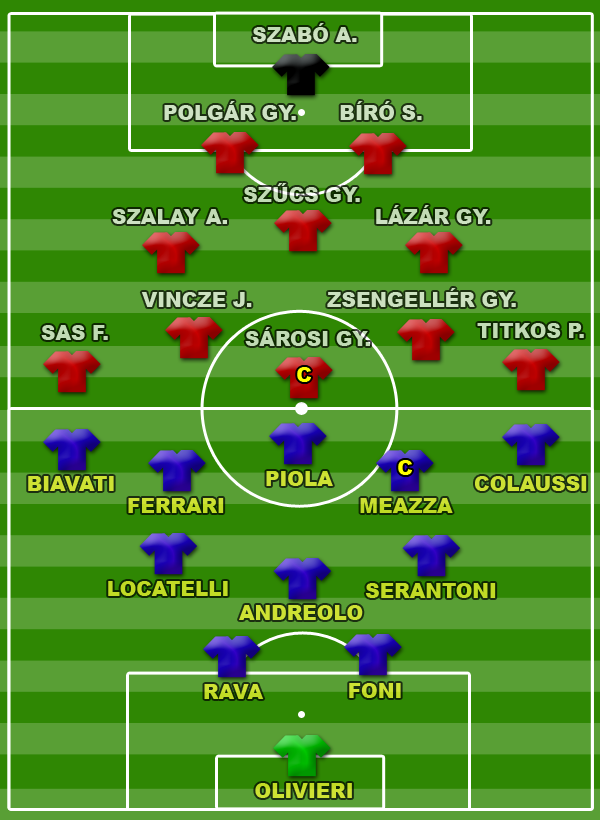
Az 1938-as világbajnokság döntőjének felállása

Hatalmas sikernek számított, hogy Magyarország döntőt játszhatott. Ilyen magaslatra még sosem ért el a válogatott és a közönség bizakodott a világbajnokság megnyerésében, holott talán ez az olasz csapat ellen irreális elvárás volt. Ráadásul 13 éve nem sikerült győznünk ellenük.
A döntő előtt a szövetségi kapitány változtatott a csapatban, a hátvédsorban és a középpályán is.
A mérkőzés elején már potyogtak a gólok. A magyar csapat a 6. percben hátrányba került, de Titkos rá két percre egalizált. 10 perccel később az olaszok ismét vezettek. majd előnyüket megduplázva már 3–1 volt az eredmény. A hajrában a csapatunk még Sárosi góljával visszatért a meccsbe, de megszületett ezután a negyedik olasz gól is. A mérkőzés után a magyarok is elismerték, hogy a jobbik, erősebb, jobban játszó csapat győzött. Dietz Károly szövetségi kapitány nem mondott le közvetlenül a világbajnokság után csak egy évvel később. Szépségtapasz még, hogy a góllövőlistán Zsengellér második 6 góllal, Sárosi 5 góllal harmadik lett.

## 1940-es évek
1939-ben a labdarúgásban is megjelennek a fasiszta gondolatok. Háborús hangulat uralkodik a pályán és amellett. A sport nemzetvédő, nemzetnevelő erejét, feladatát hangsúlyozzák. Dietz Károly helyére Ginzery Dénest nevezték ki és 14 mérkőzésen irányította a válogatottat. A háború kirobbanása előtt pár nappal a csapat Lengyelországban vendégszerepelt. Ekkor győzött először ellenünk a lengyel labdarúgó-válogatott.

1940. a KK helyett kiírt Duna Kupában vett részt a válogatottunk.

1941. Ginzery eredménytelenségét követően Fábián József követte a kispadon, aki csak 3 mérkőzésen bizonyíthatott. A magyar foci egyik legnagyobb kudarca volt ez a korszak, a magyar labdarúgás mélypontja.

1942. Vághy Kálmán 6 mérkőzésen volt szövetségi kapitány.

1943. A levente labdarúgó-bajnokságban több mint 800 csapat, mintegy 10 000 fiatal labdarúgó vesz részt. A háború folyamatai miatt nagy részük a bajnokság végére már a fronton van.

1944. A bajnokságot hadi bajnoksággá alakították át. Csak fővárosi csapatok vehettek részt benne, de ezt a bajnokságot nem lehetett befejezni. Légitámadások és harci események miatt nem lehetett sem a bajnokságot sem pedig a mérkőzést befejezni.
1945-ben megszüntetik a profizmust és elkezdődik a háború utáni első labdarúgó-bajnokság. Húsz hónap után ismét válogatott mérkőzést rendeztek. Az örök rivális Ausztria volt az ellenfelünk.
Gallowich Tibor korábban labdarúgó, edző, sportújságíró volt és '45-ben a válogatott élén is kipróbálhatta magát 18 mérkőzésen. Szövetségi kapitánysága alatt Sebes Gusztávval dolgozott, aki követte is a kapitányi poszton.

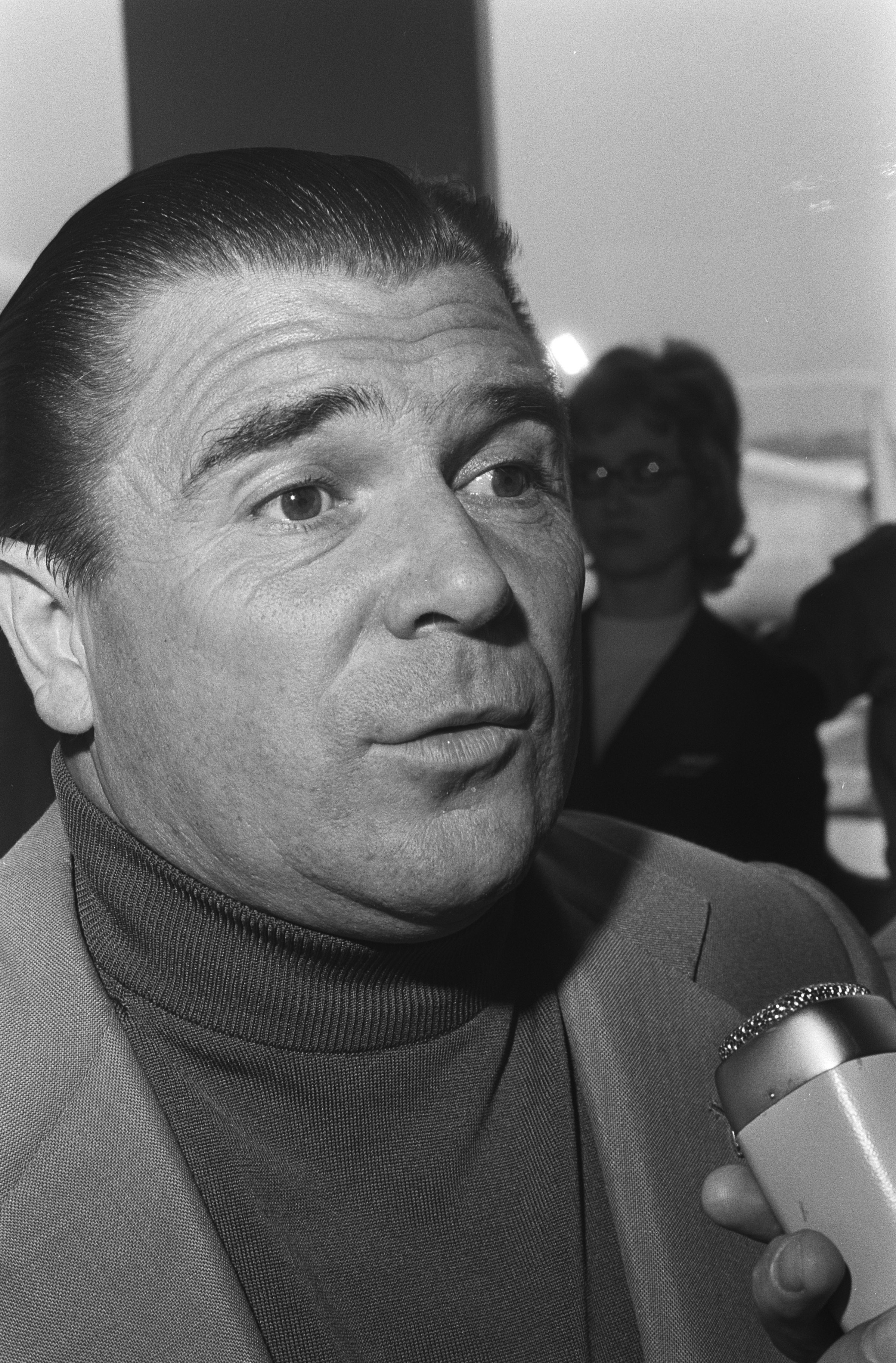
Puskás 1971-ben

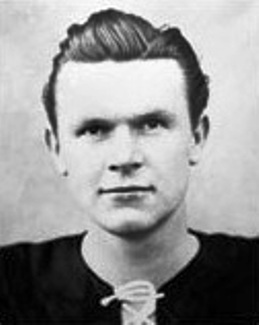
Szusza Ferenc

1945. augusztus 20. A 18 éves Puskás Ferenc ekkor debütált az osztrákok ellen és a 12. percben már meg is szerezte válogatottságának első gólját.

1947 májusában a magyar labdarúgás 50 éves jubileumát ünnepelték egy válogatott labdarúgó-mérkőzéssel, ami mi más lehetett volna, mint egy magyar-osztrák mérkőzés. Hajós Alfréd tiszteletét tette ezen a mérkőzésen és ő végezte el a kezdőrúgást. A játék méltó volt az ünneplésre, viszont egy hatalmas katasztrófa következett be. Az Üllői úti stadion B-lelátója leszakadt a mérkőzés közben. Rengeteg sérültet (közel kétszázat) menekítettek ki. A futballunkban uralkodó állapotok ebben a tragédiában csúcsosodtak ki. Körvonalazódott a Népstadion megépítése.
1947-ben kiírták a Balkán-bajnokság első sorozatát. Jugoszlávia legyőzése után (3–2), Bulgáriát legázoltuk (9–0), Albánia ellen sima győzelem (3–0) és a döntőben Románia felett arattunk 3–0-s győzelmet. Így Magyarország megnyerte az első Balkán-bajnokságot, és hogy érezzük milyen is volt ez a válogatott: Bozsik József, Zakariás József, Grosics Gyula ebben a sorozatban mutatkozott be. Hidegkuti Nándor két év után tért vissza a válogatottba, mivel nem fért be a válogatottba! Szusza Ferenc akiről az akkori újságok így írtak: "Nincs még egy ilyen csatár ma Európában." Valamint Deák Ferenc, aki az 1945–46-os bajnoki idényben 66 gólt lőtt. Ez nemzetközi mezőnyben is párját ritkítja.
1948–1953 között lebonyolításra került az 5. Európa Kupa. Svájc, Ausztria, Csehszlovákia, Olaszország és Magyarország részvételével. Ezzel párhuzamosan megrendezték a Balkán-bajnokság második sorozatát, így nem is csoda, hogy egy napra akár két mérkőzés is esett.

## 1950-es évek, az Aranycsapat

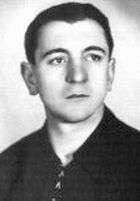
A fiatal Sebes Gusztáv

1949. január 6-án hivatalosan Sebes Gusztávot nevezték ki szövetségi kapitánynak. 69-szer irányította a legjobbakat. Első mérkőzésén kikapott Csehszlovákiától. A jövőre tekintett, és az osztrákok ellen, a következő mérkőzésen, a Budapesten lejátszott meccsen már a fiatalokra építette a csapatot. 6–1-re nyert a válogatott. 1949–1951 évek a csapatkereséséről szól kisebb nagyobb buktatók után körvonalazódott a válogatott.
Az 50-es évek elején a kapitány elkészíti a válogatott "hároméves tervét". Ez a terv 3 szakaszból állt. A már elkezdődött Európa Kupa, az olimpia és az 1954-es svájci világbajnokság megnyerését tartalmazta. Ez a 3-as győzelem nem volt alaptalan elképzelés. Rengeteg játékos, hatalmas lelkesedés kísérte a sportágat. Az akkori politikai vezetés teljes mértékben a sportág mögé állt.
Megkezdődött az "aranycsapat" kialakítása, kidolgozták a korszakalkotó játékrendszert, ami már kezdte hozni az eredményeket is.
Az olimpiákon való futballrészvételünk sosem ment zökkenőmentesen, lásd most is. Jelen esetben sokkal inkább a Párt akadályozta volna meg az utazást. Meghatározó sportolókat nem akartak kiengedni a világversenyre. Henni Géza és Lóránt Gyula is köztük volt. Utóbbi mégis kiutazást nyert. Jól jelképezi azt is, mekkora futball nagyhatalom volt ekkoriban az ország, hogy a keretből folyamatosan kimaradt a klasszis Sándor Károly.
Az 1952. évi olimpiai labdarúgó tornán vett részt a legtöbb csapat az olimpiai labdarúgás történetében. Összesen huszonöt nemzet képviselte magát.

Első ellenfelük Románia volt a selejtezőkben. Már a mérkőzés előtt úgy könyvelték el az egész tornát a magyar futballbarátok, hogy ezen a tornán nincs ellenfelünk és miénk az arany. A sportvezetés pedig a 2–4. helyezést várta el. Nos, ez az első mérkőzés majdhogynem keresztbe húzta egy ország számításait. Lassan döcögősen indult el a mérkőzés mégis 2–0-s vezetéssel értünk el a hajrába, ahol a románok csak szépíteni tudtak. A meccs utolsó említésre méltó eseménye Kocsis Sándor kiállítása. A mérkőzés után dicséretek mellett jogos kritikák is előkerültek. Bozsik fedezetpárja ezek után lett Zakariás.

A nyolcaddöntőben a számunkra mindig veszélyes olasz válogatottal kerültünk szembe. Jó játékkal kezdtük a mérkőzést. Sebes Palotás Pétert rakta be középcsatár posztra, aki meg is hálálta a bizalmat. Két gyors gól és már a félidő közepén két góllal vezetünk. Kocsis Sándor a lefújás előtt betalált ezzel beállítva a végeredményt. Gyakorlatilag hiba nélkül játszották végig a találkozót, a végeredmény 3–0. A negyeddöntőben egy kifejezetten jó török csapat várt ránk. Hiába voltak nagy álmaik, mi azokat szétzúztuk egy látványos, könnyed játékkal. 7–1-re nyertünk. Egységesen, összeforrottan, éretten játszott csapatunk bár néha könnyelműen. Az elődöntőben a címvédő svéd válogatottal kellett megmérkőznünk. Komolyan, koncentráltan feszültek egymásnak a csapatok. A magyar fölény már az első támadás után megmutatkozott. Puskás Ferenc 20 méterről bombagólt szerzett. Ezt a találatot még 5 másik követte. Az elődöntőt magabiztosan nyerte a magyar csapat.

A döntőt Jugoszlávia ellen vívtuk. Ellenfelünk Szovjetunióval két mérkőzésen keresztül harcolt a fináléba jutásért. Ahogy az egy döntőhöz illik, nagy iramú küzdelemben játszottak a csapatok. Puskás tizenegyest is hibázott az első félidőben. A második félidő elején azonban már nem állta útját jugoszláv a labdának, de lesgól született. A 71. percben végre megszületik az első szabályos magyar gól. A kifutó kapus hibázik, elpattan tőle a labda Puskás szemfüles és gólt szerez. A lefújás előtt még Czibor eresztett meg egy bombát, amibe senki sem tudott beleérni, 2–0.

A lefújás pillanatában mindenkiben tudatosult: Olimpiai bajnok: Magyarország!
Az aranycsapat első nagy sikerét a helsinki olimpia megnyerése jelentette. A magyar válogatott elkápráztatta a világot ezzel a mérkőzéssel.
Az Európa kupa 5. sorozatának kiírásának döntőjét a római olimpiai stadionban rendezték meg. Az olasz és a magyar válogatott csapott össze. Majd százezer ember volt kíváncsi a mérkőzésekre, az impozáns korszerű stadion megnyitója mellett az olimpiai bajnok Magyarország volt a nagy attrakció. Ráadásul az olimpiai aranyérmünkhöz az olasz válogatott legyőzése is kellett. Fűtötte tehát az ellenfelet a visszavágás. Pont ezen okokból számunkra is fontos volt az összecsapás. Az olimpia után az Európa-kupa megnyerése rendkívül nagy fegyvertényt jelentett volna, ráadásul 28 év után végre esélyünk volt az olaszokat hazai körülmények közt is legyőzni.

A játékosok a későbbiekben klasszikusnak nevezett Aranycsapatos felállásban léptek pályára: Grosics Gyula, Buzánszky Jenő, Lóránt Gyula, Lantos Mihály, Bozsik József, Zakariás József, Budai László, Kocsis Sándor, Hidegkuti Nándor, Puskás Ferenc, Czibor Zoltán. Az olaszok nem hagyták a véletlenre a meccs végkimenetelét. Hatalmas rohamokkal kezdték a mérkőzést, de a védelmünk rendkívül jól helyt állt. A Bozsik irányította védelem ellentámadásokra is képes volt és ebből az első félidőben a csapat vezetést is szerzett.
A második félidőre a vendégek szétzilálták a hazaiakat. Erősebbek és jobbak voltak a magyarok és ez még két gólban csúcsosodott ki. 3–0-s végeredménnyel a magyar válogatotté lett az Európa-kupa!

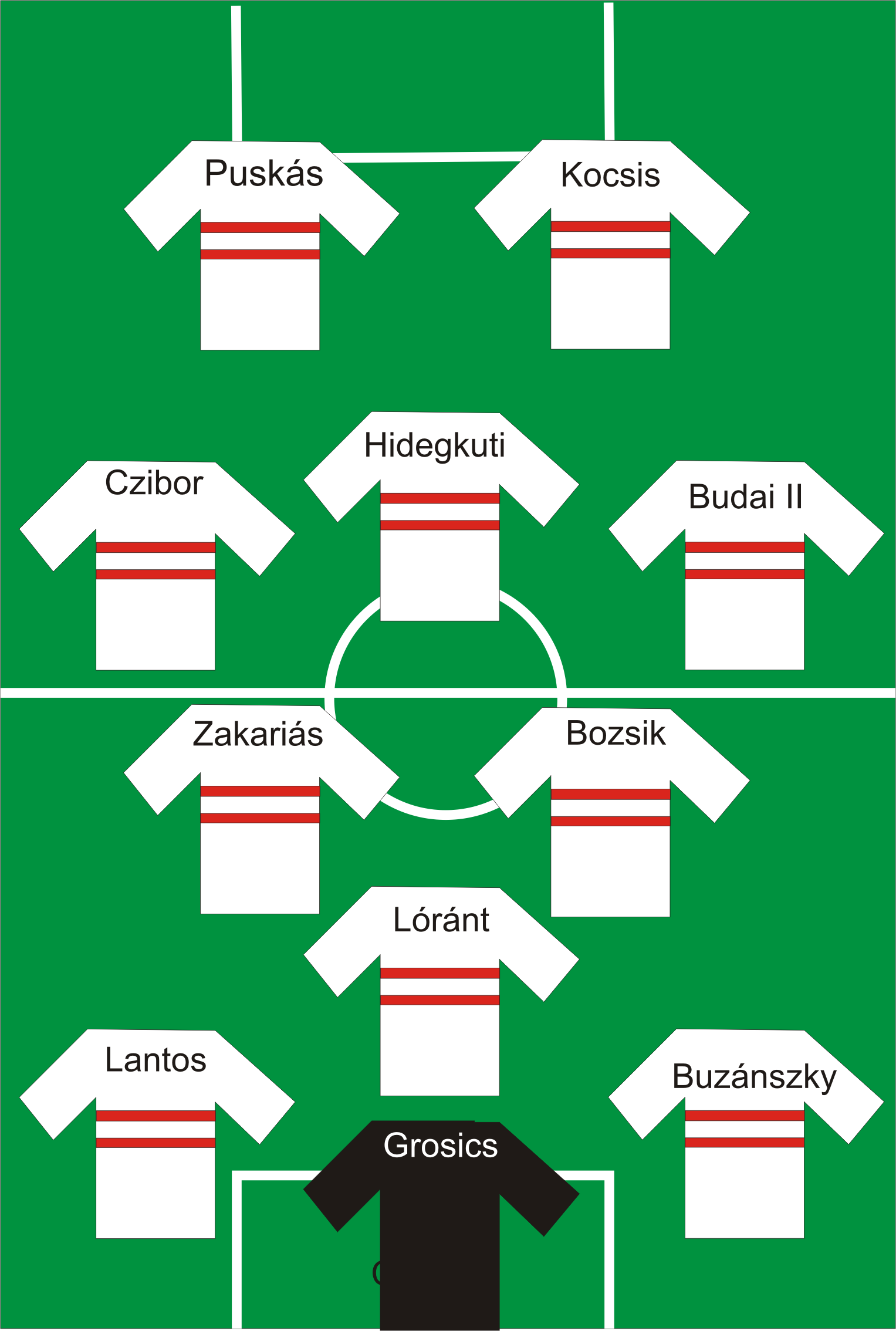
Az Aranycsapat

1953. november 25-én játszották Londonban „az évszázad mérkőzése”-ként is emlegetett Anglia–Magyarország derbit. A találkozót nagy várakozás kísérte, hiszen az angol csapat hazai pályán ekkor már 90 éve veretlen volt (kivéve a brit szigetek csapatait). A Wembley-stadion 105 000 nézője már az első percben magyar gólt láthatott, hiszen Hidegkuti Nándor betalált Merrick kapujába.
Ebben a félidőben még 5 gólt láthatott a közönség, hiszen a magyar csapatból még betalált Hidegkuti a 22., Puskás a 25. és a 29. percben, valamint az angolok közül Sewell a 14., Mortensen a 38. percben, így az eredményjelző 45 percnyi játék után 4:2-es állást mutatott a javunkra. Puskás Ferenc azóta is legendás gólja a 25. percben esett meg, mégpedig egy parádés támadás befejezéseképpen.
Budai a felezővonalnál vette el a labdát Robbtól, amely Buzánszky révén jutott el Puskáshoz, aki egyből továbbadta Bozsiknak, és ő laposan Hidegkutinak passzolt, ekkor Wright megtámadta csatárunkat, így ő Budaihoz passzolt, aki a teljesen üresen robogó Czibornak adta a labdát, aki középre, az érkező Puskás elé gurította a labdát, aki lekezelte a játékszert, és mikor mindenki kapura lövést várt tőle, az érkező Wright elől ballal visszahúzta, és félmagasan, óriási erővel a kapu bal sarkát lőtte ki. Ezt a gólt azóta is sokszor emlegetik azok, akik egy kicsit is értenek a labdarúgáshoz. A szünetben biztos nem kapott dorgálást az Aranycsapat Sebes Gusztáv szövetségi kapitánytól, hiszen tökéletes játékkal 2 góllal vezettek az angolok ellen.
Alig telt el 5 perc a második félidőből, Bozsik József máris betalált, ezzel 5:2-re módosította az állást. Hidegkuti nem sokkal később szintén gólt ért el, ezáltal 6:2 lett az állás, az eredmény ismeretében mondhatjuk azt, hogy magyar csapat csillapította mérhetetlen góléhségét. Az angolok erejéből már csak a szépítésre futotta, Ramsey talált be Grosics kapujába az 57. percben, 11-esből.
Az Aranycsapat a 6:3-as meccsel írt sporttörténelmet. A budapesti visszavágót kevesebbet emlegetik, pedig azon az angolok legrosszabb rémálmai váltak valóra: a magyarok 7:1-re legázolták őket, ahogy az akkori pesti vicc mondta: "Az angolok egy hétre jöttek és 7:1-re mentek". Máig ez az angol labdarúgó-válogatott legnagyobb arányú veresége.
16 nemzeti válogatott kezdte a világbajnokságot a csoportmérkőzésekkel. Minden csoportban volt két kiemelt együttes, amelyeknek nem kellett egymás ellen fellépniük.

A torna legnagyobb esélyese a magyar együttes volt, akik a vb-t megelőző években látványos támadójátékkal nyűgözte le a világot. A magyarok igazolták is a hozzájuk fűzött reményeket, és két sima győzelemmel kezdtek a csoportban. NSZK ellen 8:3, Dél-Korea ellen 9:0-ra nyertek.

A negyeddöntőben minden idők leggólgazdagabb mérkőzését vívta egymással Ausztria és Svájc csapata, amelyen végül Ausztria diadalmaskodott 7:5-re. A magyarok a kieséses szakaszban is folytatták a győzelmi sorozatukat, a negyeddöntőben 4:2-re múlták felül az akkor is erős brazil válogatottat.
Az elődöntőben a magyar csapat az addig veretlen címvédővel, Uruguay-jal találkozott, ahol végül óriási csatában, hosszabbítás után 4:2 arányban a magyarok bizonyultak jobbnak. A másik ágon az időközben formába lendülő NSZK Ausztria gárdáját győzte le meglepően simán, 6:1-re. Így a döntőbe a küzdelmeket azonos csoportban kezdő Magyarország és az NSZK jutott.

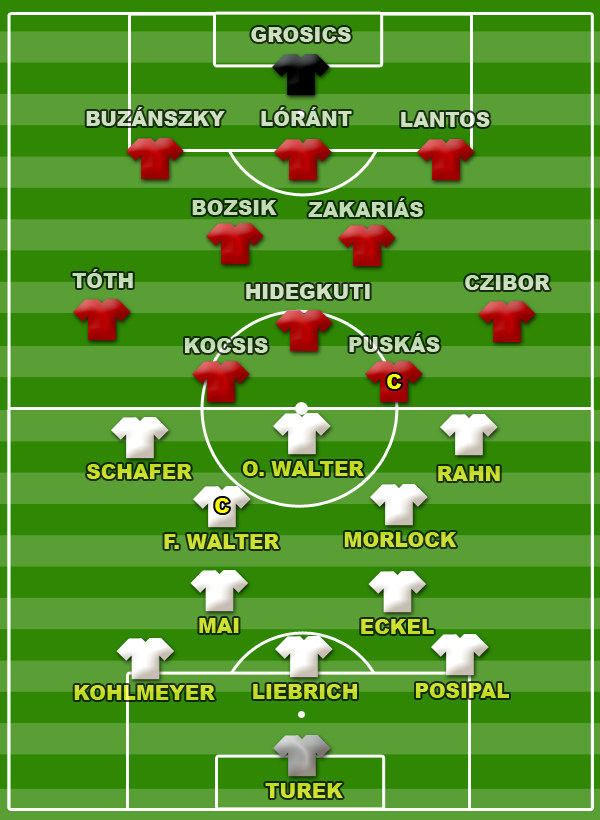
Az 1954-es vb döntőjének felállása

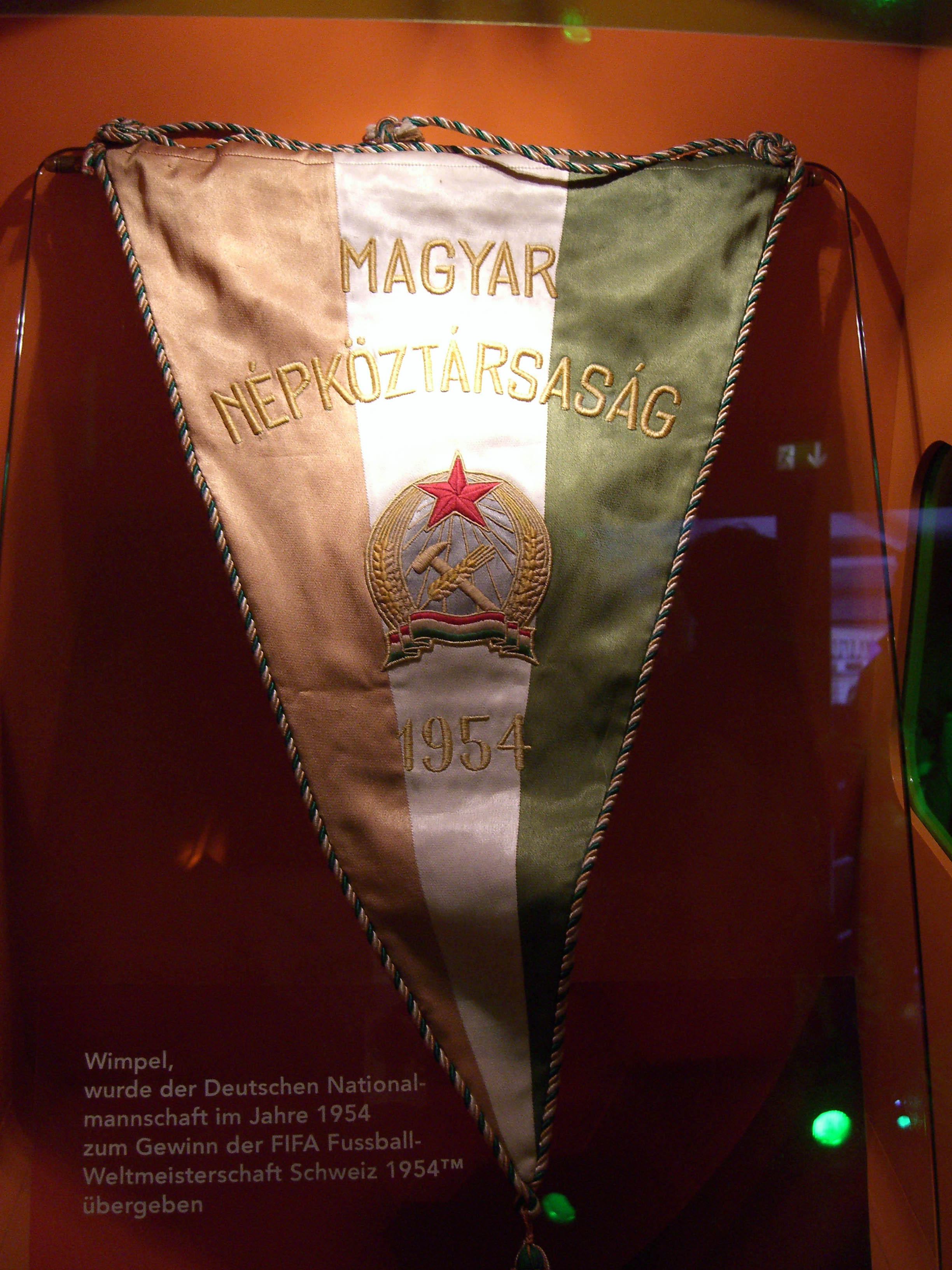
A németeknek ajándékozott zászló

A döntő drámai csatát hozott. Alig 10 perc alatt, a magyar csapat 2:0-s vezetésre tett szert, és minden jel arra mutatott, hogy ismét nagyarányú győzelmet láthat a közönség. Azonban a németek hamar tudtak válaszolni, sőt egyenlíteni is. Ezután kiegyenlítetté vált a mérkőzés, amelyet végül a németek nyertek meg egy, a mérkőzés vége előtt hat perccel szerzett góllal. Az utolsó percben a magyar válogatott csapatkapitánya, Puskás Ferenc megszerezte az egyenlítő találatot, de az angol játékvezető les miatt nem adta meg. A magyarok így első vereségüket könyvelhették el 1950 után, ezzel elvesztették a biztosnak hitt világbajnoki címet. A magyarok veresége az '54-es berni döntőben máig rejtély. Az angol játékvezető nem adott meg egy szabályosnak vélt magyar gólt, nem ítélt meg egy jogosnak vélt tizenegyest, a szerencse sem állt a magyarok mellé, hiszen kétszer is a kapufát találták el a mieink. Aztán az esős idő, a sáros, nehéz talaj, a sorozatmérkőzések lelki és fizikai terhe is a magyarok ellen volt. Tehát, minden bajok okozója a játékvezetői hármas volt! 

Az NSZK–Magyarország (3–2) világbajnoki döntő találkozón elszenvedett vereség utólagos, szakmai értékelésének fő mondanivalója: "a baj abból származott, hogy a magyar válogatott fizikai felkészültsége nem volt arányban technikai és taktikai értékével." 

A gólkirály a magyar csapatból Kocsis Sándor lett 11 góllal. 

A tény az, hogy a világbajnokság után a 18 mérkőzésből egyet sem vesztettünk, míg a németek csak bukdácsoltak.
Sebes Gusztáv még 24 mérkőzésen irányította a válogatottat igazából ugyanolyan erővel és elszántsággal, mint a világbajnokság alatt és előtt. A kapitány új, fiatal játékosokat próbált ki a válogatottban, mint Tichy Lajos, dr. Fenyvesi Máté, Machos Ferenc vagy Kárpáti Béla.

1955–1959-ben kiírásra került a 6. Európa-kupa Ausztria, Svájc, Csehszlovákia, Olaszország és Jugoszlávia részvételével.

1956 júliusában Bukovi Mártont jelölték ki szövetségi kapitánynak. 8 mérkőzésen vezette a magyar csapatot. Bukovi válogatottja igazából a Sebes "sztárjaira" épült és ugyanúgy, mint eddig hozta is az eredményeket. 1956 szeptemberében a Szovjetuniót is megjárta a csapat és 1–0-ra legyőzték a "nagy testvért". A forradalom kitörése előtt másfél héttel a csapat Ausztriában vendégszerepelt, ahol egy négyhetes külföldi túrát fejeztek be győzelemmel. Az aranycsapat utoljára lépett pályára, a forradalom kitört. A válogatott gerincét adó Honvéd játékosai ekkor Európa Kupa-mérkőzésen vendégszerepelt Spanyolországban. A bizonytalan helyzet miatt vártak a hazatéréssel, illetve beiktattak egy dél-amerikai túrát. Mire véget ért a túra a szovjet csapatok leverték a forradalmat, játékosaink pedig rettegtek a megtorlástól. A Honvéd két részre szakadt azokra a játékosokra akik hazatértek (Bozsik József, Grosics Gyula) és azokra akik külföldön maradtak (Puskás Ferenc, Kocsis Sándor, Czibor Zoltán). Ezzel végérvényesen befejeződött az Aranycsapat pályafutása.
Bukovi csapata a forradalom után a nagy emigrációs hullám miatt rendkívül meggyengült, így nem csoda, hogy erőn alul teljesített a csapat. A selejtezőket Norvégia ellen kezdtük meg és az összeszokatlan csapat alul is maradt. A következő összecsapás Bulgária ellen került sor, Bozsik bekerült a csapatba és elegáns győzelmet aratott, majd a visszavágón ismét diadalmaskodtunk. A csapat az utolsó mérkőzéstől függetlenül kijutott a világbajnokságra a norvégok elleni 5–0 csak megkoronázta ezt. Az ezüstérmes csapatból csak hárman, a kapus Grosics Gyula, a fedezet Bozsik József és a csatár Hidegkuti Nándor maradtak. A válogatott élére Baróti Lajos került közvetlenül a világbajnokság előtt.
Az első csoportmérkőzésen Wales ellen játszottunk. Hamar vezetéshez jutottunk, de mégis egyenlíteni tudott ellenfelünk. A magyar csapatban Bozsik játszott kiemelkedően. Rendkívül jól kötötte össze a hátvédsort és a csatásort és gólt is szerzett. A második mérkőzésen a házigazda svéd csapattal kerültünk szembe. Az ellenfelünk jobban játszott és erősebb volt, megérdemelten győzött. A magyar csapat csapnivalóan játszott a négy évvel ezelőtti önmagához képest. A harmadik mérkőzés Mexikó ellen az utolsó esélyünk volt, hogy a csoportból továbbjuthassunk. A közép-amerikai csapat nem képviselt nagy játékerőt és sikerült sima győzelemmel magunk mögé utasítanunk. Ezzel kiharcoltuk a rájátszást a csoportban, ami a Wales elleni újrajátszást jelentette. A nagy esély kicsúszott a kezünkből, a csapatunk ismét gyengébbik formáját hozta. A leggyengébbnek tartott csoportban csupán 3 pontot tudtunk szerezni és ezzel véget ért a világbajnoki szereplés.

## 1960-as évek
1958-ban a világbajnokság után elkezdődtek az első hivatalos Európa-bajnokság selejtezői. Az oda-visszavágós rendszerben kiírt selejtezőben a szovjet nemzeti csapatot kaptuk ellenfélül. Az első meccsen kikaptunk 3–1-re. Rá egy évre és egy jó sorozattal a hátunk mögött eljött a visszavágó, ahol ismét kikapott a csapat és így elszálltak a továbbjutási esélyek.

A római olimpiára Baróti Lajos vezette ki a csapatot, ahol a dobogó harmadik fokát érték el a jugoszláv és a dán csapat mögött.
1961-ben megkezdődtek a selejtezők az 1962-es világbajnokságra. Baróti Lajos második világeseményére készült, mint szövetségi kapitány. Hollandiával és az NDK-val került össze a selejtezők alatt a magyar nemzeti csapat. Roppant érdekes az, hogy a hollandok szövetségi kapitánya Schwartz Elek volt, míg a németeknél Sós Károly és Gyarmati János voltak, mint edzők a kispadon. Az NDK ellen tudatos érett játékkal (2–0), míg a hollandok ellen könnyed győzelemmel (3–0) lépett át a Baróti-csapat. A visszavágókon a németek könnyen borsot törhettek volna az orrunk alá, de győzelem végül a magyar csapaté lett (3–2), s végül a leggyengébb mérkőzésén a tét nélküli selejtezőn döntetlent játszottunk (3–3) Hollandia ellen. Ezzel az eredménysorral a csoport élén végzett a magyar nemzeti 11 és kvalifikálta magát az 1962-es labdarúgó-világbajnokságra.
Angliát, Argentínát és Bulgáriát sorsolták a magyar csapathoz a világbajnokság csoportkörében.
Az angolokat könyörtelenül lerohanta a jól játszó magyar csapat és ez góllá érett negyedóra játék után. Az egyenlítést az oroszlánosok csak bírói segédlettel illetve egy kezezés révén tudták kiharcolni. Majd a magyar csapat és Albert Flórián szűnni nem akaró játékkedvéből ismét betalált a csapat (2–1). Jól kezdődött a sorozat. A jól védekező angolokhoz képest a bolgárok már kevésbé tudtak mit tenni a magyar lerohanással. 12 perc alatt 4 gól esett és az mind Bulgária hálójába. A második félidő szorosabb 2–1-et hozott, de a végeredmény így is 6–1 lett. A továbbjutásért küzdő Argentína hevesen, "magyarosan" próbálta megszerezni a pontokat, a magyar csapat rendkívül jól védekezett, élén a veterán Grosiccsal. Göröcs sérülése miatt a magyar csapat 10 emberrel, de döntetlenre hozta a mérkőzést. Ezzel csoportelsőként került be a legjobb 8 közé.

A negyeddöntőben Csehszlovákia volt az ellenfél és ahogy gólt szerzett, onnantól csak a védekezésre összpontosított. Kétségtelen a védelem nyerte meg azt a mérkőzést illetve a játékvezető aki nem adta meg Tichy Lajos szabadrúgásgólját – "nem volt bent" címszó alatt. (A filmfelvételek egyértelműen bizonyították: a labda túljutott a gólvonalon.)

A nemzeti csapat minden dicséretet megérdemelt. Végre nem hullámzó teljesítményt mutatott hanem szívvel-lélekkel fűszerezett és technikás futballt játszott. Az se kis szó, hogy a negyeddöntőben a későbbi ezüstérmest szorongatta meg és kényszerítette a csapat 77 percen keresztül védekezésre.
1962-ben elkezdődtek selejtezők a második Európa-bajnokságra. Az oda-visszavágós rendszerben lebonyolított selejtezőben az első ellenfél Wales volt. Itthon egy magabiztos 3–1 után kint egy 1–1-es döntetlennel továbbjutott a magyar csapat. 1963-ban a bizakodó NDK-t verte hazai pályán, majd a visszavágón ismét egy döntetlennel (3–3) jutott tovább a következő selejtezőkörbe. Az utolsó selejtezőkörben Franciaország következett. Egy 3–1 és egy 2–1-es kettős győzelem után a Nemzetek Európa Kupája elődöntőjébe jutott a magyar nemzeti csapat. Ott a házigazda spanyolokkal kellett mérkőzni, akik csak a hosszabbításban voltak képesek eldönteni a mérkőzést. Ezzel már csak a bronzmérkőzés volt hátra, ahol a meglepetést jelentő dán csapat került sor. A mérkőzés ismét kétszer 15 perces hosszabbításba torkollott, ahol most Novák Dezső nem hibázott, sőt duplázott. Ezzel a győzelemmel bronzéremmel zárta a magyar válogatott az Európa-bajnokságot.
A XVIII. Nyári olimpiát Tokió rendezhette meg. A nemzeti csapat a selejtezők során összekerült Svédország válogatottjával és az oda-visszavágós mérkőzésen fölényesen nyert és jutott tovább. A csoportmérkőzés döntőjében a spanyolok következtek, akiket mindkét mérkőzésen magabiztosan le tudtak győzni és így Magyarország kivívta az olimpián való indulás jogát. A tornát 16 csapatra írták ki, de Olaszország és a Koreai Népi Demokratikus Köztársaság visszalépett, így 14-re fogyatkozott a mezőny. Mivel a koreai csapat a magyarok csoportjában szerepelt ez közvetlenül érintette a válogatottat. A csoportban még Marokkó és Jugoszlávia szerepelt. A magyarok és a jugoszlávok jutottak be a nyolcaddöntőbe, mindkét csapat könnyedén átlépett az afrikai válogatotton és az egymás közötti mérkőzésen a magyarok bizonyultak jobbnak. A nyolcaddöntőben Romániát verték Csernai Tibor duplájával, majd az elődöntőben egy könnyed játékkal az Egyesült Arab Köztársaságot ejtették ki. Bene Ferenc két góljával már huszadik percben vezetett a csapat, majd két gólját még kettő követte és Komora Imre is duplázott.
A döntőben Csehszlovákia–Magyarország mérkőzés zajlott le. Igazi döntő mérkőzés volt, az első félidőben tapogatózás ment, majd a második félidőben Farkas János villanása hangulatot adott a mérkőzésnek. Egy óra játék után Bene Ferenc is betalált és a csehszlovákok csak a hajrában tudtak szépíteni.
A magyar válogatott aranyérmet szerzett!
Bene Ferenc végzett a góllövőlista élén tizenkét góllal. A képzeletbeli dobogó harmadik fokán végzett Csernai Tibor, 6 góllal.
A 8. FIFA-világbajnokságot a sportág kitalálói rendezhették meg, akik nem mások mint a háromoroszlános angolok. A selejtezők során az NDK és Ausztria válogatottjával került egy csoportba a magyar csapat. Három győzelemmel és egy döntetlennel, 7 ponttal a csoport élén végeztek. A válogatott soraiban tudta Albert Flóriánt, Bene Ferencet, Farkas Jánost és Mészöly Kálmánt. Rendkívül erős csoportba került a sorsolás után a nemzeti csapat. A kvartett másik 3 tagja: Bulgária, Brazília és Portugália voltak. Utóbbi két csapatban az akkori világ két csillaga Pelé és Eusébio. Az első mérkőzés a manchesteri Old Trafford stadionban kezdődött meg a portugálokkal szemben. Az első percben hátrányba került a magyar csapat, amit csak egy óra játék után tudott egalizálni Bene. Az öröm nem tartott sokáig mert José Augusto megszerezte csapata és saját maga második gólját. A kegyelemdöfést az utolsó percben kapta Magyarország. A végeredmény 1–3. A soron következő ellenfél Brazília volt, a liverpooli Goodison Parkban. Bene a második percben fantasztikus szólóval betört a brazil 16-osra és mindenkit megbolondítva szerzett vezetést. A tömeg őrjöngött a cselsorozatot látván. A Brazil-Brazil felcserélte a Hungary-Hungary hangzavar. Negyedórával később egy szabadrúgásgólból egyenlített az ellenfél. Az 52 ezres tömegből néha-néha kiszűrődött egy-egy "Hajrá Magyarok!", amit a fiúk a pályán egy hatalmas helyzettel háláltak meg. A 16-oson belül 2-3 passzal csak fejjel értek a labdába és így is bravúrra volt szüksége a brazil kapusnak, hogy hárítson. Helyzetek mindkét oldalon. A második félidőben amíg a braziloknak egy lesgólra futotta, addig a magyarok Farkas góljával átvették a vezetést. Majd a végeredményt Mészöly állította be tizenegyesből. A végeredmény 3–1. Öt nappal később ismét a Manchester-ben játszott a csapat. Muszáj volt nyerni és abban reménykedni, hogy a portugálok elkapják Brazíliát. Utóbbi sikerült a döntés, a mi kezünkben volt. Feszülten kezdődött a mérkőzés ezt a negyedórányi játék utáni bolgár gól is bizonyította. Az első félidő hajrájában azonban öngólt vétett az ellenfél és Mészöly fordított az utolsó percben. A második félidőben Bene villant egyet és a végeredmény, ismét 3–1. A negyeddöntőben a Szovjetunió válogatottja várt ránk. A jó erőkből álló szovjet csapat masszív játékot produkált néhol erőszakosabban, mint azt a játék megengedi. Az 5. percben már vezettek, majd a 46. percben megduplázták azt. A magyar csapat a "Nagy testvér" csapata ellen nem vehette fel a versenyt, Bene Ferenc is csak szépíteni tudott. A magyar labdarúgó-válogatott szép játékkal a negyeddöntőben búcsúzott.
1966-ban Baróti Lajos helyére Illovszky Rudolf, a válogatott egykori balszélsője került. 1966–67 között 10, 1971–74 között 29 mérkőzésen irányította a csapatot.
Az 1968-as Európa bajnoki selejtező köréből könnyedén kijutott a magyar csapat. Illovszky Rudolf válogatottja döntetlent játszott Hollandiával idegenben (2–2), itthon diadalmaskodni tudott (2–1). Dániát jól kitömték hazai pályán (6–0), Koppenhágában pedig csak két gólra futotta (0–2). Az NDK elleni párharc megnyerése biztosította a kijutást, amit Farkas János mesterhármasával ki is csikartak (3–1). A visszavágónak már nem volt jelentősége, visszafogottan játszott a magyar együttes és egygólos vereséget szenvedett. A negyeddöntőben Szovjetunió következett. Albert Flórián sérülés miatt hagyta ki a mérkőzést. Budapesten védekező stílust választó ellenfelet két góllal múlta felül a magyar csapat (2–0). A moszkvai visszavágón a szovjet csapat sokkal támadóbb játékot mutatott. A hazai vezetést Solymosi Ernő lábán megpattanó labda okozta. A második félidőben elfogyott a vendég válogatott. A második gól egy szabadrúgásból akadt be, a harmadik góljuk a továbbjutást jelentette. A szépítés megismételt mérkőzést jelentett volna Lipcsében, mivel nem számítottak az idegenben lőtt gólok. Ez a bravúr nem született meg és a szovjetek jutottak tovább.
A magyarok címvédőként utaztak ki a világeseményre és így nem kellett selejtezőt játszaniuk. A magyar csapat a C csoportba kapott besorolást, a ghánai-, az izraeli- és a salvadori válogatottal együtt. Salvador ellen 4–0-ra, Izrael ellen 2-0-ra győzött, míg Ghánával 2-2-es döntetlent játszott. Ezzel csoportelsőként lépett a negyeddöntőbe, ahol Guatemalát Szűcs Lajos góljával győzte le a csapat. Az elődöntőben egy könnyebb ellenfél következett, Magyarország–Japán 5–0. Szűcs Lajos triplázott és Novák Dezső duplázott a mérkőzésen. Így Magyarország–Bulgária összecsapást rendeztek a döntőben. A finálé rendkívül kemény összecsapások sorozatát hozta. Az első félidő hajrájában már 3 bolgár kiállítás sújtotta a sportszerűtlenül futballozó ellenfelünket, míg a második félidő végén a magyarok is megfogyatkoztak, Juhász István törlesztését nem nézte jó szemmel a játékvezető. A végeredmény ennek megfelelően sima győzelemmé vált, 4–1. A döntő magyar góljait Menczel Iván, Dunai Antal kétszer és Juhász István szerezte. A válogatott 18 találatot szerzett, ezzel a magyar csapat lőtte a legtöbb gólt a tornán. Dunai Antal a góllövőlistán 6 góljával második, míg Szűcs Lajos 4 találatával megosztva harmadik.
Magyarország így harmadik olimpiai aranyérmét szerezte meg, ráadásul megvédte címét.
1968-ban Sós Károly váltotta Illovszky Rudolfot a selejtező utolsó két mérkőzésére. A válogatott a mexikói világbajnokság selejtezőin holtversenyben az első helyen zárt a Csehszlovák válogatottal. Az egyenlő pontok miatt megismételt mérkőzést kellett játszani a két csapatnak semleges pályán. Ez a helyszín a marseille-i, Stade Vélodrome volt. A csehszlovákok irányították a mérkőzést, majd az első félidő végén ez gólban is megmutatkozott. A második félidőben a magyar csapat csak csapkodott-vergődött és ezt a csehek még három góllal bosszulták meg. A becsületgólunkat Kocsis Lajos szerezte. A végeredmény 1–4 lett. A magyar válogatott történelmi vereséget szenvedett el, hisz első alkalom volt, hogy nem jutott ki a világbajnokságra. Mészöly Kálmán a válogatott középhátvédje ekképpen kommentálta a sokkoló vereséget: „A mi időnk lejárt”.

## 1970-es évek
A soron következő Európa-bajnokságra 32 csapat kezdte meg a selejtezőket, köztük a magyar is. A válogatott csoportelsőként jutott a negyeddöntőbe, ahol a románokkal játszott kétszer döntetlent és harmadik mérkőzésen Belgrádban – semleges stadionban – sikerült végül a továbbjutás. Az Eb zárószakaszát Belgiumban rendezték. Szovjetunió volt a következő ellenfél. Anatolij Konkov a második félidő elején szerzett vezetést. A hajrában Zámbó Sándor büntetőt hibázott, így a szovjet válogatott jutott a döntőbe. A magyarok a bronzmeccsen folytathatták, a házigazda belgák ellen. A harmadik helyért folyó küzdelem szinte az első félidő derekán eldőlt. Négy perc alatt két gólt rúgtak a németalföldiek. A második félidőben Kű Lajos szépített büntetőből, a végeredmény 2–1, ezzel Magyarország a 4. helyen végzett.
Az 1972-es müncheni olimpián a csoportmérkőzések során Dánia, Irán és Brazília volt az ellenfél. Irán felvette a kesztyűt és tetszetős játékkal rukkolt elő a magyarok ellen, bár ez is kevés volt. Az első félidőben Dunai Antal talált be, majd a második félidőben még négyszer rezdült az ellenfél hálója. Dunai még kétszer, Várady Béla és Kozma Mihály 1-1 találatot jegyzett, így 5–0-s végeredménnyel zárult az összecsapás. A sportszerű mérkőzés után Brazília következett. Dunai a negyedik percben már vezetést szerzett, de a brazilok fordítani tudtak. A hajrában a magyar csapat Juhász Péter góljával döntetlenre mentette a találkozót. Dánia ellen nem ment a játék, de a hátvéd Dunai Ede távoli duplájával így is 2–0 lett a végeredmény. Ezzel a győzelemmel a magyar csapat csoportgyőztes lett. A legjobb nyolc csapatot újrasorsolták két csoportba. Mexikó, Kelet- és Nyugat-Németország várt Magyarországra. Mexikót és az NDK-t 2–0-val míg az NSZK-t 4–1-gyel múlta felül a magyar csapat. Ismét csoportelsőként döntőt játszhatott a válogatott a másik csoport győztesével, Lengyelországgal. A magyarokat tekintették az esélyesebbnek, viszont a mérkőzésen mindez nem látszott. Gyengén, fásultan kezdték a mérkőzést, mégis a 42. percben Várady Béla szerzett gólt. A második félidő elején rögtön egalizáltak a lengyelek, majd ezen felbuzdulva fordítani tudtak és ezzel az olimpiai bajnoki címet is megszerezték. Magyarország második helyen végzett, ezüstéremmel.

## 1980-as évek
1983-ban Mezey György vette át a válogatottat, és ezzel megkezdődött az 1986-ig tartó diadalmenet. 1985-ben csoportelsőként jutott a válogatott a mexikói világbajnokságra, függetlenül az utolsó csoportmérkőzésen, a pótselejtezőre kényszerülő hollandoktól elszenvedett 1:0-s vereségtől. Ekkor a magyar válogatott az európai ranglista élén, és a világranglista negyedik helyén állt. 1984-ben a Bicskei Bertalan vezette ifiválogatott ifjúsági Európa-bajnok lett. E válogatott eredményeinek csúcspontja az 1986-os magyar–brazil találkozó, amelyen 3:0-s magyar győzelem született.

## 1990-es évek
1990-es esztendő meglehetősen furán kezdődött, mivel az előző év utolsó ülésén az MLSZ tagjai egyhangúlag megszavazták Bicskei Bertalan szerződésének módosítását. Ez január 1-jén lépett életbe, és helyére az egykori kapitány, Mészöly Kálmán került. A dolog pikantériája, hogy Bicskei nem volt hajlandó lemondani a szerződésében foglaltakról. Így egyszerre két szövetségi kapitánya is volt a válogatottnak. Bicskeit végül elmozdították posztjáról. Mészöly a svédországi Európa-bajnokság selejtezőire készítette fel a csapatot. Második időszakában 18 mérkőzést irányított, ebből 7 tétmérkőzés volt. A selejtező sorozat utolsó mérkőzése előtt ő kérte szerződésének felbontását, mivel eldőlt, hogy a magyar válogatott nem juthat ki Svédországba, illetve külföldi szerződési ajánlatot kapott. Az MLSZ úgy határozott, hogy Glázer Róbert szövetségi edző lesz megbízott kapitány ameddig meg nem találják az új szövetségi kapitányt. A válogatott végül negyedik lett.
1991. december 20-án az MLSZ 24 tagú elnöksége megválasztotta az új kapitányt, Garami József, Csank János, Jenei Imre és Török Péter közül. Végül Jenei Imre lett a szövetségi kapitány. 14 mérkőzésen töltötte be ezt a posztot. Az világbajnoki selejtezőn Görögországtól elszenvedett hazai vereség után lemondott posztjáról. Mészöly Kálmánt szánták a partiumi szakvezető helyére, viszont jelölését megvétózták és az egykori világbajnoki ezüstérmes Puskás Ferenc kapott bizalmat négy mérkőzésre. Azért csak ennyire mivel az elnökség mandátuma 1993 júniusában lejárt. A visszavonult játékos és edzői nagyság nem volt képes csodát tenni. Négy mérkőzéséből két tétmeccsét elbukta és két barátságos találkozójából egyet nyert meg, azt viszont Írország ellen egy fordulatos mérkőzésen (Összefoglaló). Utolsó mérkőzése után így zárta munkáját:
| „                                                          | Ennyire tellett, ugyanis a magyar foci jelenlegi helyzete nem alkalmas világverő csapat összeállítására. | ” |
| – Puskás Ferenc, az Izland ellen lejátszott selejtező után | |   |

1993. július 22-én Verebes Józsefet kérték fel szövetségi kapitánynak és egy évre szóló szerződést kötöttek vele. Az 1980-90-es évek nagy edző egyénisége második kapitányi időszakát töltötte be, ismét beugró kapitányként. Egyszerre volt a Győri ETO és a magyar válogatott edzője. 10 mérkőzés jutott neki a második szakaszban ezzel együtt 14-szer irányította a válogatottat. Tíz mérkőzésből hetet elveszített a magyar csapat, két döntetlen és egy győzelmet ért el. Verebes lemondott és a győri klubra koncentrált tovább. A Jenei-Puskás-Verebes alkotta csapatok a selejtező csoportban csupán a negyedik helyet voltak képesek megszerezni.
1994-ben harmadjára is elvállalta a kapitányi posztot Mészöly Kálmán. Ezen 12 mérkőzésével együtt 61-szeres szövetségi kapitány. Az angliai labdarúgó Európa-bajnokság selejtezőjében 2 győzelem (Svédország, Izland), 2 döntetlen (Törökország, Svájc) és 4 vereséggel (Svédország, Svájc, Izland, Törökország) csupán a negyedik helyen végzett a válogatott a csoportjában. Mészölyt egy Izland elleni kiszenvedett győzelem után menesztették, 1996. március 29-én.
1996-ban 23 év után kijutott az olimpiára a válogatott. 1993-ban az olimpiai válogatott élére kinevezett Dunai Antal a selejtezőn a francia, olasz, portugál és a spanyol olimpiai csapattal kvalifikálta magát Európából. A magyar csapat a későbbi olimpiai bajnok Nigériától 0-1-re, majd a Ronaldóval, Bebetóval, Roberto Carlos-szal és Dida-val felálló később bronzig jutó brazilok ellen 1-3-ra kapott ki. A harmadik, és talán leginkább verhető ellenfél Japán volt a csoportban. Sándor Tamás és Madar Csaba góljaival 2-1-re vezettek, de a hosszabbításban két gyors góllal fordítani tudott az ázsiai csapat, a végeredmény 2-3. Nulla ponttal és mínusz négyes gólkülönbséggel a csapat összesítésben a 16. helyen zárt.
Hrutka János és Mátyus János, akik részesei lehettek a nagy diadalnak, ám az atlantai keretből kihagyta őket Dunai Antal kapitány, helyükre Herczeg Miklós és Bükszegi Zoltán került. Az olimpiai selejtezőkön még pályára lépett, de az atlantai keretből ugyancsak kimaradt Babos Gábor, Dárdai Pál, Dienes András, Forrai Attila, Horváth Ferenc és Vincze Ottó is.

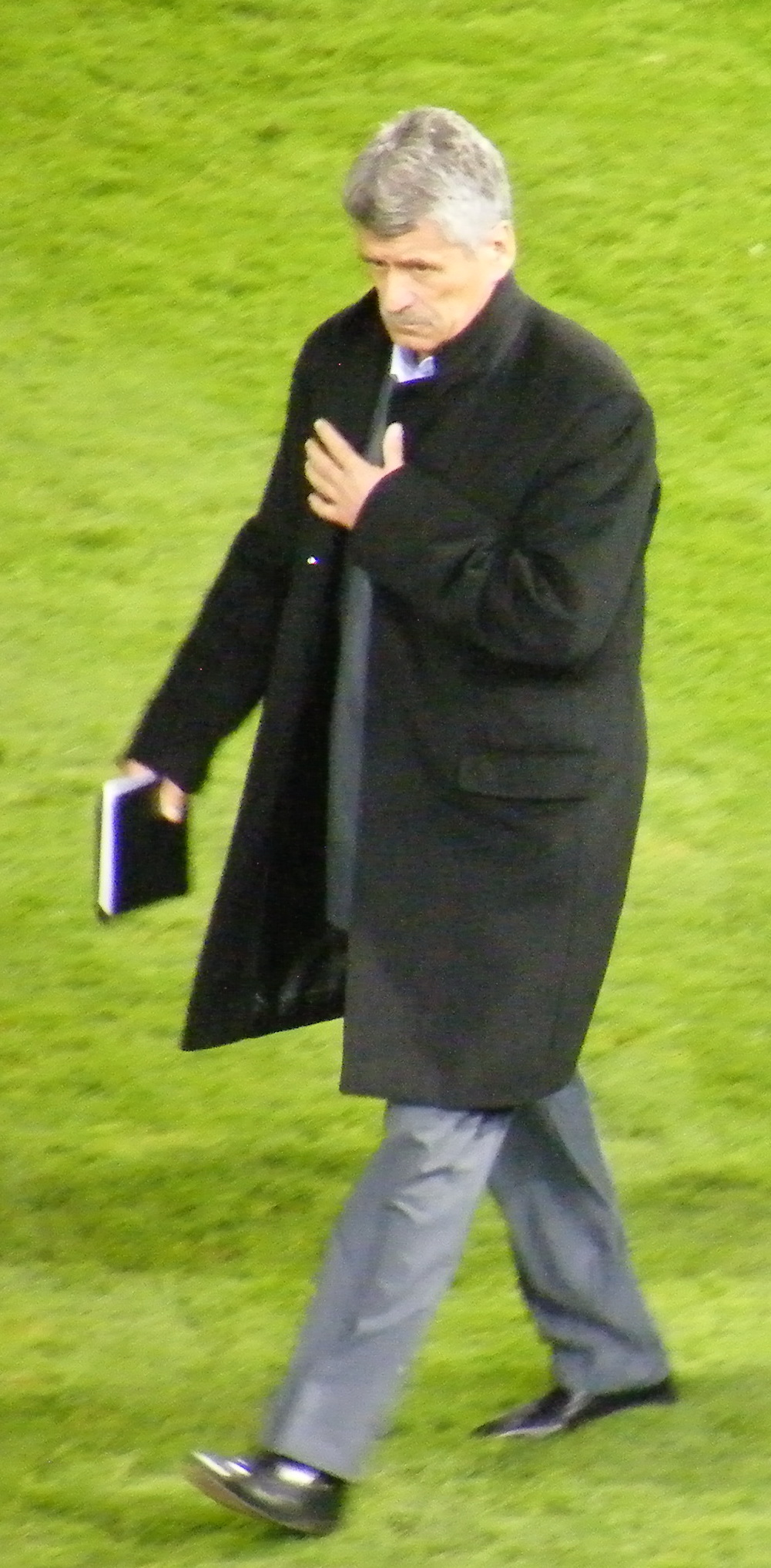
Csank János

1996. április 1-jén Mészöly Kálmánt váltotta Csank János, aki 19 mérkőzésen volt szövetségi kapitány. Csank a franciaországi világbajnokság selejtezőjében irányította a csapatot. A csoportban az utolsó mérkőzésig kiélezett volt a második helyért vívott párharc, mivel Svájc fontos pontokat hullajtott. Az utolsó mérkőzésen egy döntetlen is elég volt a magyaroknak, amit Moilanen öngólja biztosított be az utolsó percben. Norvégia magabiztosan 20 ponttal jutott ki, míg Magyarország 12 ponttal másodikként zárt, mögötte Finnország és Svájc 1-1 ponttal lemaradva. Tizenkét éve azaz 1986 óta ekkor állt a Magyarország a legközelebb a világbajnoki szerepléshez. A pótselejtezőn Jugoszláviától megsemmisítő vereséget szenvedett el a magyar válogatott (Budapest: 1–7, Belgrád: 0–5). Az egyetlen és egyben az első mérkőzés szépítő találatát Illés Béla szerezte. A szégyenteljes kudarc után Csank Jánost menesztették. Az ő kapitánysága alatt olyan játékosok lettek válogatottak, mint Sebők Vilmos, Lendvai Miklós, Egressy Gábor, Horváth Ferenc, Sáfár Szabolcs, Dragóner Attila, Babos Gábor és Kovács Zoltán.

| „                                              | - Minek köszönhető az eredmény? - Nem hittem volna, hogy egy-két játékosom ilyen béna... - Mit lehet mondani a szünetben a csapatnak? - Azt biztos nem, hogy csak így tovább... | ” |
| – Csank János, a budapesti mérkőzés szünetében | |   |

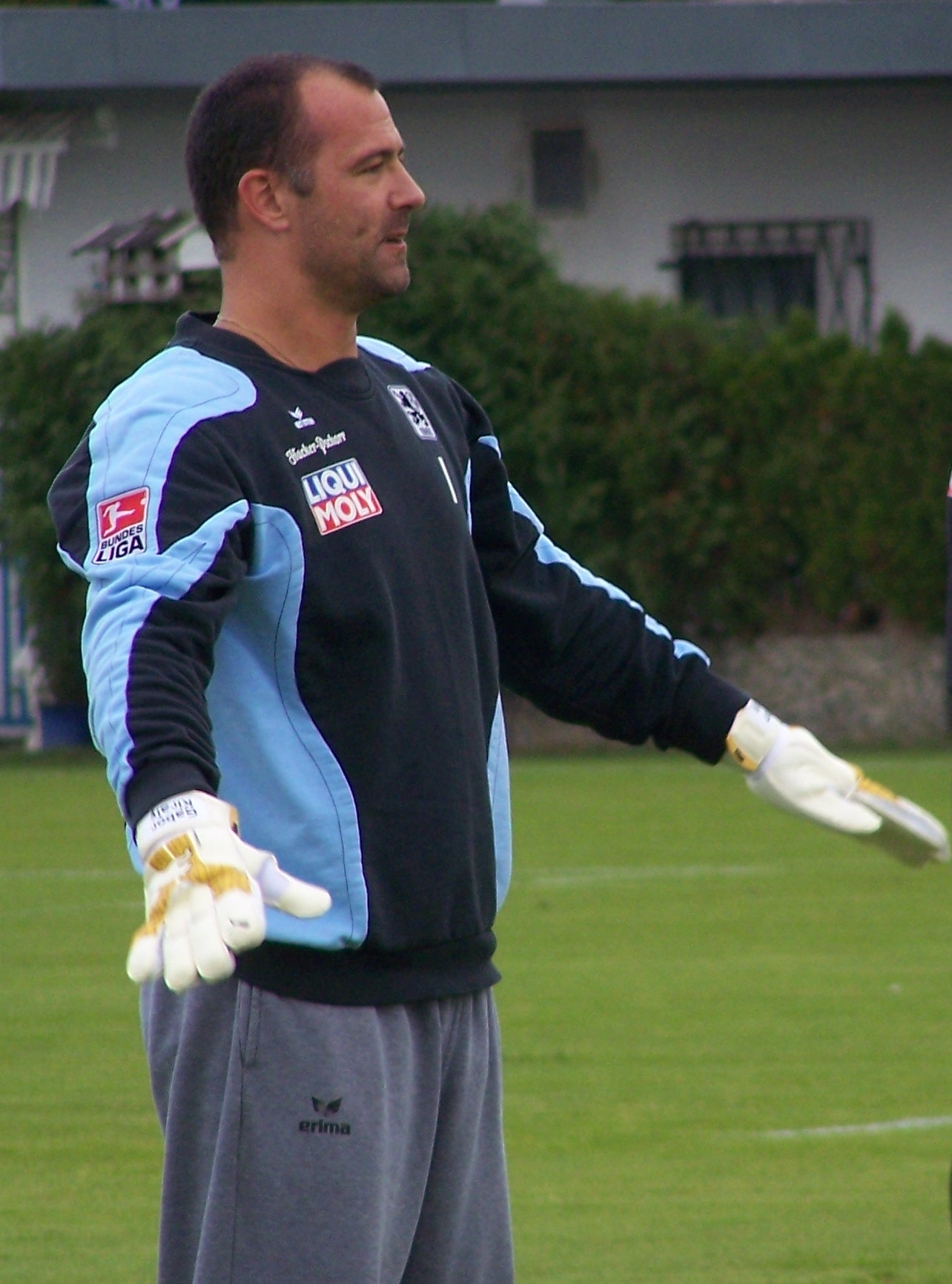
Király Gábor

1998. március 10-én, két héttel a soron következő válogatott mérkőzés előtt választottak szövetségi kapitányt. Bicskei Bertalan, Csank János, Gellei Imre, dr. Mezey György nevei voltak a képzeltbeli kalapban. Csank elérte a kitűzött célt, azaz pótselejtezőt érő helyen végzett a csapat, így az ő neve is szóba került a folytatásban, viszont a közvélemény nem várta vissza "bukott" kapitányt. Végül a Győri ETO-nál edzősködő Bicskeit nevezték ki. Második szövetségi kapitány korszakát kezdte meg 1998-ban, ezzel együtt 45 mérkőzésen dirigált. A 2000-es Eb selejtezőire készült a csapattal. A csoportban a negyedik helyet érte el a hat indulóból. Portugália ellen kettős vereség, Azerbajdzsán ellen kettős győzelem, Románia és Szlovákia ellen egy-egy pontot szerzett a csapat, míg Liechtenstein ellen csak négyet. Nála debütáltak olyan játékosok, mint Király Gábor, Fehér Csaba, Dárdai Pál, Bodnár László és Fehér Miklós.

## 2000-es évek

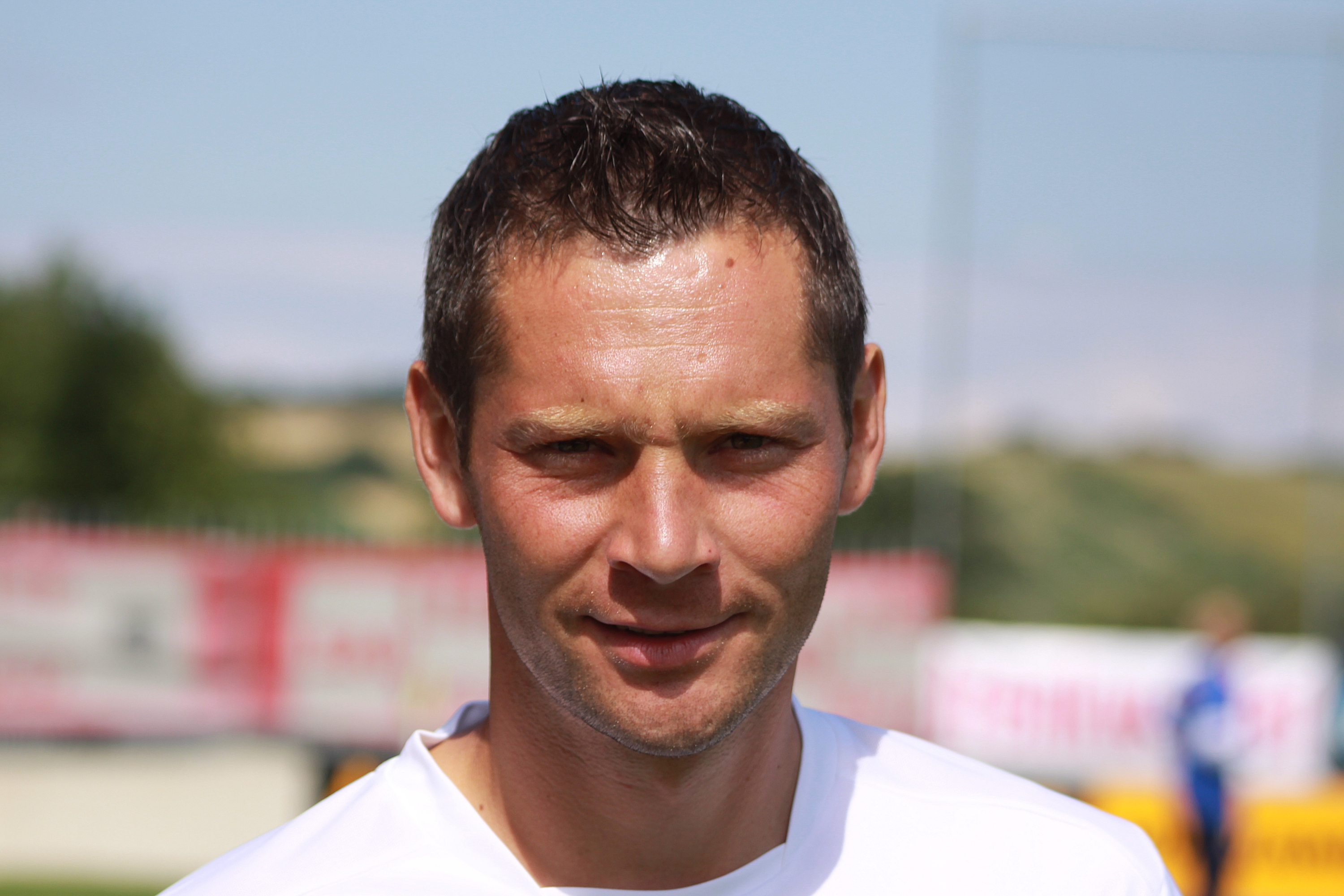
Dárdai Pál

Bicskei Bertalan szakvezető a posztján maradt és nekivághatott a következő sorozatnak, ami a 2002-es világbajnokság selejtezője volt. Itt is csak a negyedik, azaz az utolsó előtti helyezésre futotta a csapattól. Felemás mérkőzéseken buktak el a pontok. A simán vert Litvánia a visszavágón, Budapesten döntetlent játszott. Románia kettős győzelmet szerzett, míg az olaszoktól egy pontot csent el a válogatott. Grúzia a magyar fővárosban kapitulált, viszont Tbilisziben három pontot szerzett, aminek a következménye az volt, hogy a pótselejtezőt érő második hely elérésére sincs esély. Bicskeivel felbontották a szerződését és ideiglenes kapitánynak Gellei Imrét bízták meg.

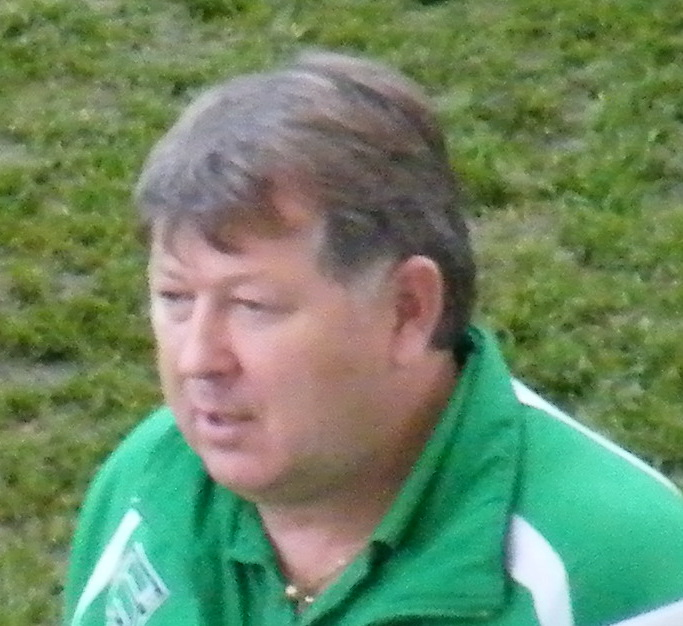
Gellei Imre

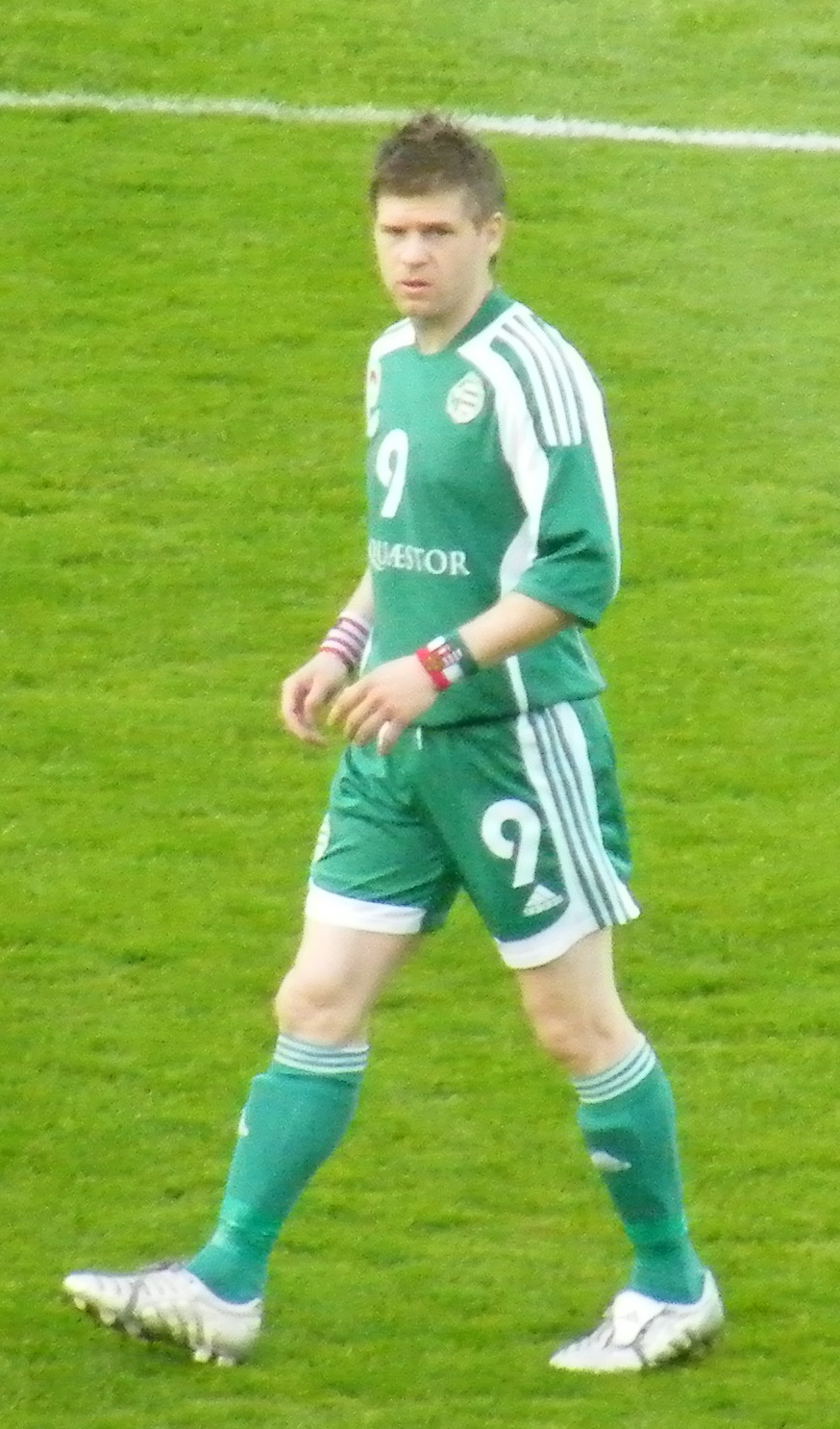
Böőr Zoltán

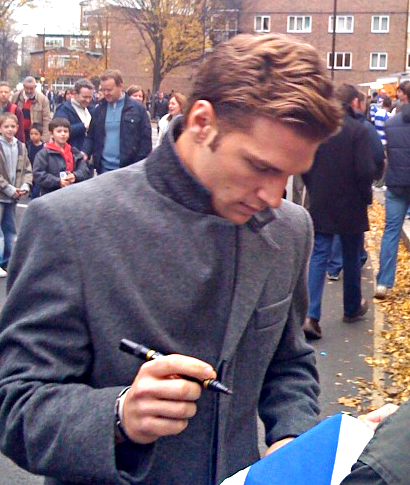
Buzsáky Ákos

Bicskei után Gellei Imre az U21-es válogatott edzője került fel a nagy válogatotthoz, 2001-ben. A kispadra javasolták Nyilasi Tibort és Egervári Sándort, de az elnökség Gelleit szavazta meg. Az ok abban keresendő, hogy két és fél évig jól irányította az utánpótlás válogatottat, illetve 1988-ban fél évig segítette Bicskei Bertalan munkáját, mint szövetségi edző. Az utolsó világbajnoki-selejtezőn, az olasz csapat elleni mérkőzéstől vette át a csapatot, majd mivel a csapat nem jutott ki a világeseményre, elkezdte a csapat felkészítését a portugáliai Európai-bajnokság selejtezőire.

| „                             | Személy szerint nekem, a leendő stábom tagjainak, valamint a játékosoknak is olyan szerénynek kell lennünk, mint az eredményeink, illetve a magyar labdarúgás állapota | ” |
| – Gellei Imre kinevezése után | |   |

Az ő utánpótlás válogatottjából jó pár nagy válogatott kikerült a későbbiekben: Gera Zoltán, Szabics Imre, Halmosi Péter, Gyepes Gábor, Lőw Zsolt, Tóth Balázs, Böőr Zoltán, Szélesi Zoltán, Buzsáky Ákos, Fehér Miklós. Összesen 23 mérkőzésen volt kapitány, ebből 8 mérkőzést játszott le a selejtezőkörben és csak a negyedik helyen tudott végezni a csapattal.

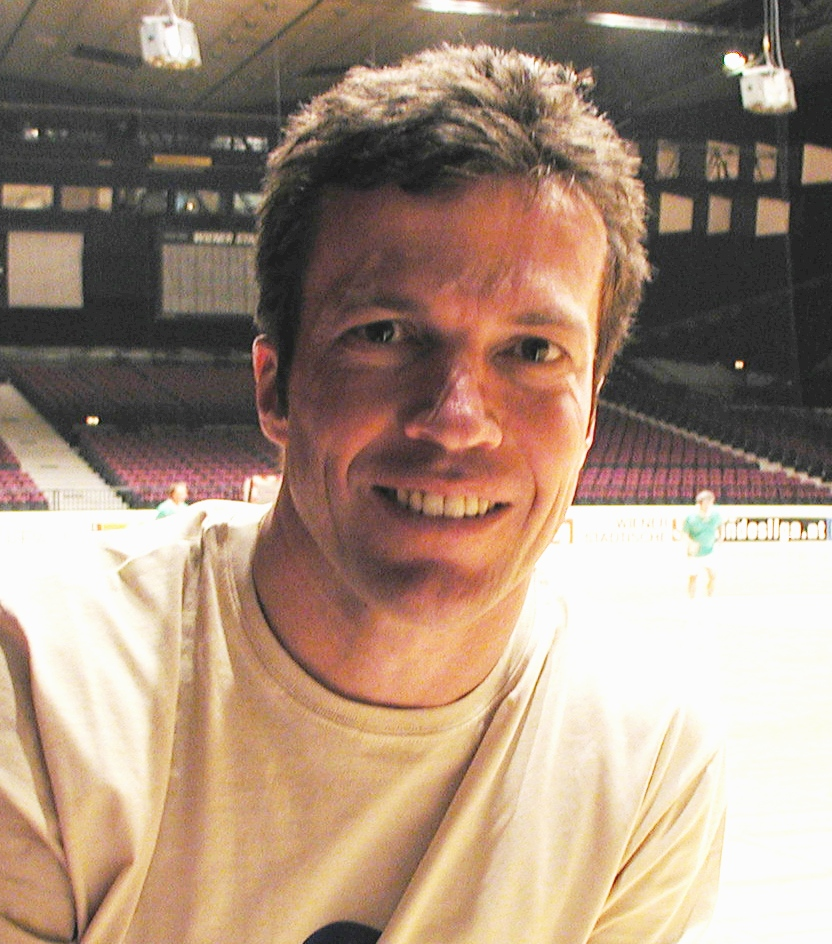
Lothar Matthäus

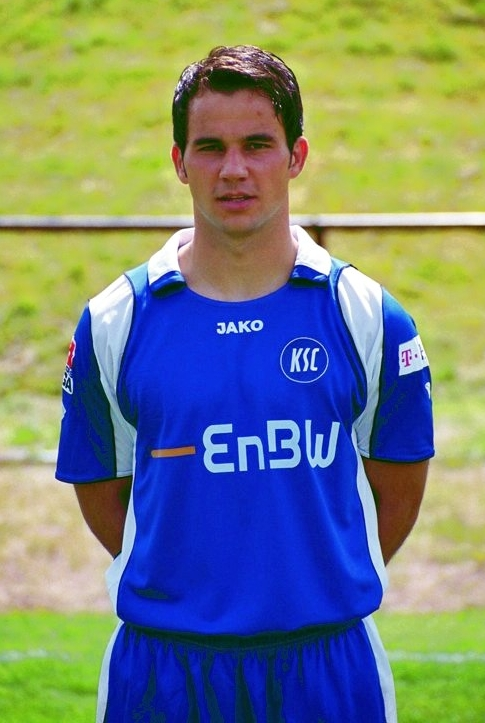
Hajnal Tamás

2004 januárjában az egykori német világbajnok labdarúgó, Lothar Matthäus került a szövetség alkalmazásába. A világklasszis játékosból lett edző megosztotta a magyar futballszeretőket. Az edzők és a média kritizálták lobbanékony stílusát, játékfelfogását és szakmai érettségét, mivel klubcsapatoknál edzősködött és nem ért el kimagasló eredményt. Ezzel szemben a közönség rendkívül megkedvelte és távozása után is sokáig marasztalták. Igazi optimista, győzni akaró ember lévén kijelentette, hogy kivezeti a magyar válogatottat a Németországban megrendezendő világbajnokságra. Az ő jelenléte a válogatottnál eredményes PR húzásnak is tűnt, mivel rangos válogatottak ellen készülhetett a csapat és jópár játékos külföldi karrierjét is megalapozta, hogy alatta dolgoztak. Gera Zoltán, Torghelle Sándor, Huszti Szabolcs, Hajnal Tamás, Juhász Roland és Vanczák Vilmos az ő kapitánysága alatt lettek meghatározó tagjai a válogatottnak és/vagy kerültek ki külföldre. A világbajnoki selejtező csoportban a negyedik helyen végzett a csapat. Az Izland elleni két mérkőzésen csupán 1–1 góllal múlta felül ellenfelét a magyar válogatott, viszont Svédország kétszer is győzni tudott a magyar nemzeti csapat ellen. Bulgáriától pontokat tudott rabolni, viszont idegenben sima vereséget szenvedett, hasonlóan Horvátország ellen. Legjobb mérkőzései a Németország elleni 2–0 és Skócia elleni 3-0. 28 mérkőzésen irányította a nemzeti csapatot Matthäus, majd mivel szerződését nem hosszabbították meg – pedig jelezte, hogy szívesen maradna a válogatott élén – ezért más csapat után nézett. Munkája után sokan nehezményezték a rengeteg válogatott játékos kipróbálását, akik egy–egy epizódszerepet kaptak a szövetségi kapitánytól.

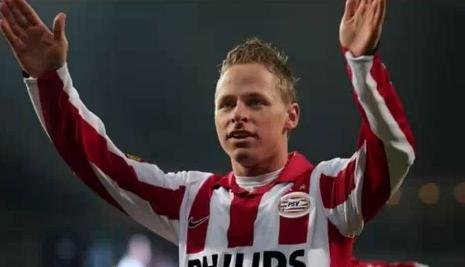
Dzsudzsák Balázs

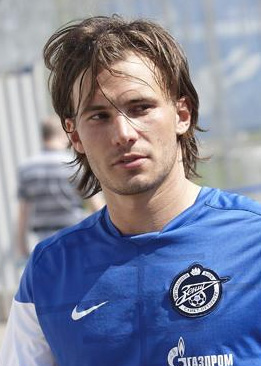
Huszti Szabolcs

A német szakvezető távozása után Bozsik József fiát, Bozsik Pétert nevezték ki szövetségi kapitánynak, aki maga mellé hívta segédül az egykori klasszist: Détári Lajost. A Svájc és Ausztria által megrendezett Európa-bajnokságra való kijutás volt a cél, de nagy előrelépést jelentett volna a csoport harmadik helye is. Ennek ellenére már az első selejtező mérkőzésen 4-1-es vereséget szenvedett a válogatott Norvégiától, majd nem sokkal ezután a magyar csapat újabb mélypontra került. Bozsik Pétert a máltai kudarc után, hét mérkőzéssel a háta mögött menesztették, Détárit pedig felfüggesztették. 2006 őszén az MLSZ a korábbi utánpótlás válogatottaknál dolgozó és sikereket elérő Várhidi Pétert, Várhidi Pál fiát bízták meg az ideiglenes szövetségi kapitány poszttal, később megerősítették pozíciójában. Az Eb-selejtező közepén átvett csapattal hosszú távon tervezett és komoly fiatalításba kezdett. A hosszú távú terv miatt a selejtezőkön papírforma vereségeket szenvedett a nemzeti csapat, viszont "csikócsapatával" legyőzte a friss világbajnok olaszokat (3–1) és Lengyelországot (1–0). Az ő nevéhez fűződik Dzsudzsák Balázs, Filkor Attila, Vass Ádám csapatba építése. Szövetségi kapitánysága alatt nézeteltérésbe került Huszti Szabolccsal, aki otthagyta a válogatott edzőtáborát. Tettét azzal indokolta, hogy nem érezte biztosnak a helyét a kezdőcsapatban, mivel Várhidi nem számolt játékrendszerében vele és ezért döntött a távozás mellett. Végül a selejtező csoportban az utolsó előtti, hatodik helyen végzett a válogatott. 2007-ben Várhidit beválasztották teljesítményével az év legjobb négy szakvezetője közé, viszont egy évvel és két mérkőzéssel később mégis szerződést bontottak vele.

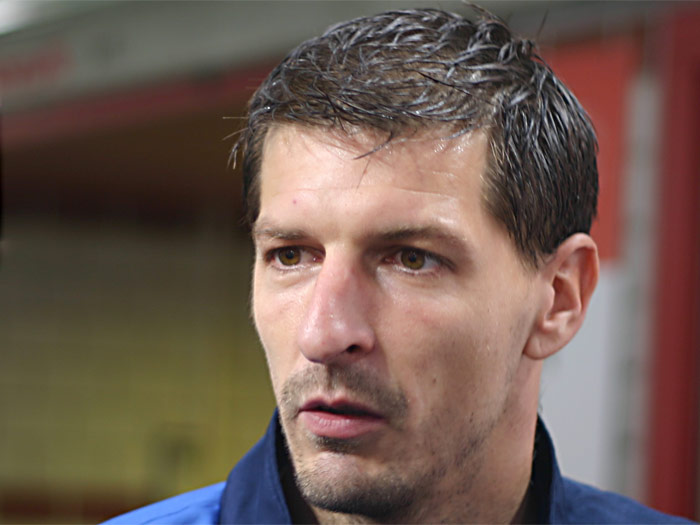
Babos Gábor

2008. május 1-jétől Erwin Koemant jelölték ki szövetségi kapitánynak. 16 mérkőzés után váltotta Várhidi Pétert. A holland szakember a 2010-es világbajnokság selejtezőjére készítette fel a csapatot. A kitűzött cél az első három hely valamelyikének megszerzése. Máltát (1–0, 3–0) és Albániát (2–0, 1–0) oda-vissza verte, a biztató kezdet után a válogatott a csoport negyedik helyén végzett. Portugáliától (0–1, 0–3) és Svédországtól (1–2, 1–2) kettős vereséget szenvedett. Dániát csak a magyar csapat volt képes megverni (1–0), illetve döntetlent ért el ellenük (0–0). Az utolsó mérkőzés előtt Gera Zoltán, a válogatott korábbi csapatkapitánya visszamondta a válogatottságot, ezzel Juhász Roland örökölte meg ezt a posztot. Döntését azzal indokolta, hogy úgy érzi elveszítette a kapitány bizalmát, ami után sorozatos nézetkülönbségek vezettek oda, hogy közölte szándékát. A válogatott a váratlan hír ellenére győzelmet ért el. A mérkőzés után a nemzeti csapat első számú kapusa is a válogatottól való visszavonulás mellett döntött. Babos Gábor pályafutásának megkoronázása lett volna dél-afrikai világverseny, de mivel ez elúszott, búcsút intett és sok sikert kívánt társainak. Koeman újoncai: Horváth Gábor, Koltai Tamás, Rudolf Gergely, Szalai Ádám, Varga József, Koman Vladimir, Németh Krisztián, Lázok János, Elek Ákos és Laczkó Zsolt.

## 2010-es évek
A 2012-es labdarúgó-Európa-bajnokság selejtezőinek sorsolását 2010. február 7-én tartották. A magyar válogatott a 4. kalapban volt a sorsoláskor. A selejtezőben a E csoportba került a magyar csapat, az ellenfelek Hollandia, Svédország, Finnország, Moldova és San Marino. A selejtezőkből a csoportelsők és a legjobb második helyezett jut ki automatikusan az Eb-re, a többi második helyezett pótselejtezőt játszik.

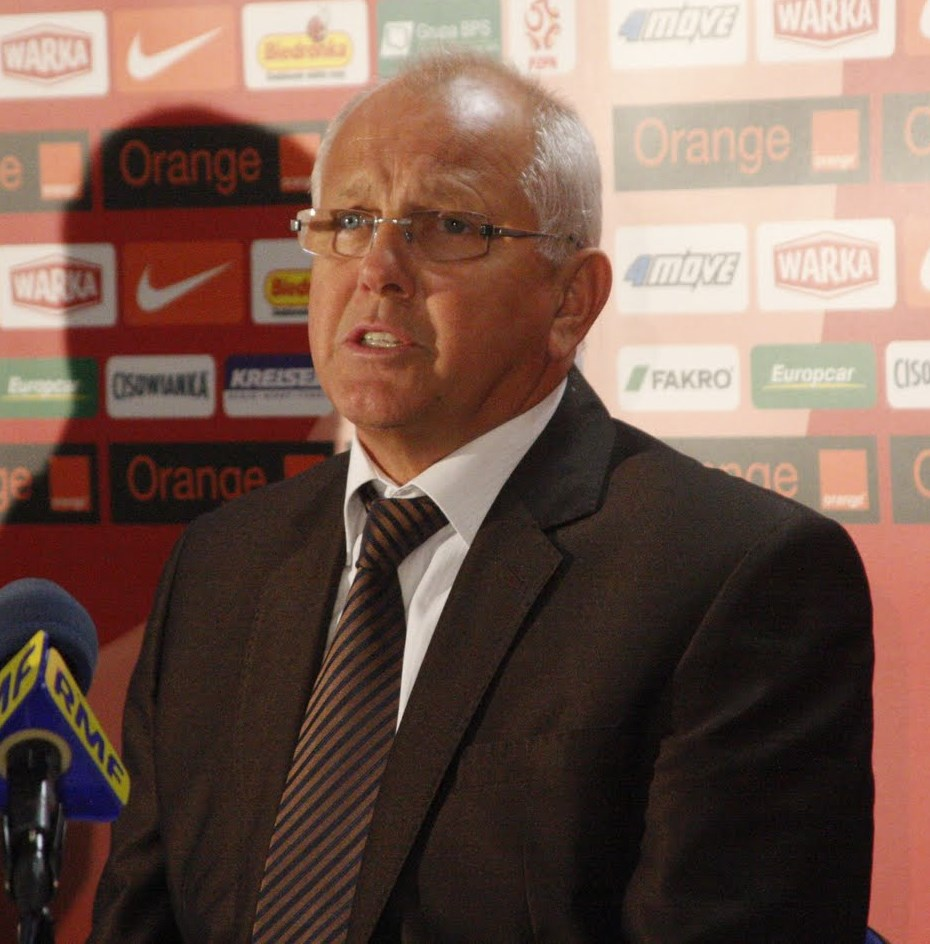
Egervári Sándor

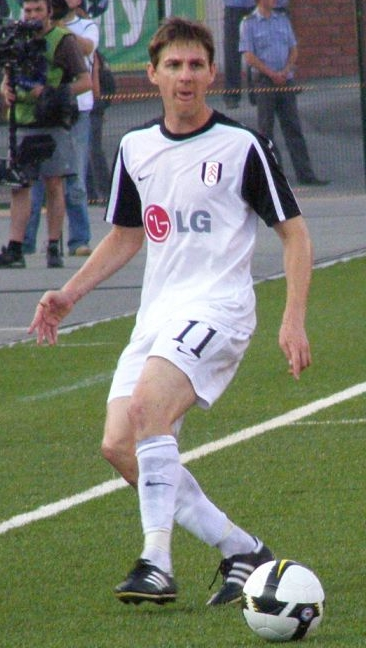
Gera Zoltán

2010. július 6-án Csányi Sándort választották a szövetség új elnökének, aki a négy év után lemondó Kisteleki Istvánt váltotta.
2010 júliusában Erwin Koemannal – 20 mérkőzés után – az MLSZ szerződést bontott, a helyét Egervári Sándor vette át, aki 2009-ben az U20-as válogatottat bronzéremig vezette a korosztályos világbajnokságon. Az új kapitánnyal határozatlan idejű munkaszerződést kötöttek és nem elvárás vele szemben a 2012-es Európa-bajnokságra való kijutás. Ezzel szemben a stáb a 2014-es világbajnokságra már a reálisnak tartja a kijutás lehetőségét. Egervári felvette a kapcsolatot a válogatottságot lemondó Gera Zoltánnal és a játékos csatlakozott is a csapathoz, majd a kapitányi karszalagot is visszakapta.
A selejtező során a válogatott sima vereséget szenvedett a svédektől (0–2), amit egy kiszenvedett hazai siker követett Moldova ellen (2–1). Az ezt következő kvalifikációs időszakban teljesen más arcát mutatta a válogatott. Kiütéses győzelem San Marino ellen (8–0) – Szalai mesterhármasa a 75. a válogatottban – majd az utolsó pillanatban egy Dzsudzsák-góllal megnyert mérkőzés Finnország ellen (2–1). A csoportfavorit, világbajnoki ezüstérmes hollandok elleni két meccsen a jó széria megszakadt. Budapesten ismét sima vereséget szenvedett a csapat (0–4), Amszterdamban viszont élesebb meccset játszott, de végül ott is vereséget szenvedett (3–5). San Marino-t sikerült idegenben is két vállra fektetni (3–0), de a válogatott két legrutinosabb hátvédjét – Juhász Roland és Vanczák Vilmos – eltiltás miatt elveszítette. A hiányzók és a sérüléshullám ellenére a csapat győzelmet ért el a svéd csapat ellen (2–1), majd négy napra rá idegenben a moldáv csapatot is legyőzték (0–2). A válogatott a selejtező sorozat végéig versenybe maradt, de a Finnország–Svédország Eb-selejtező eredménye megpecsételte, hogy a magyar válogatott nem tudott pótselejtezős helyet kiharcolni a csoportban. Az utolsó fordulóban hazai pályán megrendezett tét nélküli tétmeccsen finnekkel csak egy kiszenvedett döntetlenre futotta (0–0). A nemzeti csapat az E csoport 3. helyén végzett, 19 ponttal és 22 szerzett góllal. 1986 óta nem teljesített ilyen jól a nemzeti csapat a selejtezők során. A megszerzett pontok aránya szerint a válogatott 16. Európában, de ez is kevés volt a kijutáshoz. A FIFA által 2011. szeptember 21-én kiadott világranglista szerint a magyar válogatott a 27. helyen állt, amely új rekordot jelentett.
Egervári újoncai: Lipták Zoltán, Lázár Pál, Pintér Ádám, Kádár Tamás, Bogdán Ádám, Korcsmár Zsolt, Stieber Zoltán, Szakály Péter, Mészáros Norbert, Gyurcsó Ádám, Debreceni András, Pátkai Máté, Guzmics Richárd, Böde Dániel, Kovács István, Lovrencsics Gergő, Devecseri Szilárd, Gyömbér Gábor, Nikolics Nemanja.
A 2014-es labdarúgó-világbajnokság selejtezőinek sorsolásakor a válogatott a 3. kalapban volt. A magyar csapat a D csoportba került. Az ellenfelek Hollandia, Törökország, Románia, Észtország és Andorra voltak. Andorrával még sohasem játszott a magyar válogatott, ellenük 5–0-ra győzött a csapat, ezt viszont egy 4–1-es vereség követte a hollandoktól. Később az észtek ellen 1–0-ra, majd a törökök ellen 3–1-re nyertek. 2013. március 22-én a román válogatott elleni zárt kapus mérkőzés 2–2-es döntetlennel zárult, a románok a 92. percben egyenlítettek ki. Ezt egy Törökország elleni 1–1-es eredmény követte. A válogatott 6 mérkőzés után a csoportjában a 2. helyen állt, 1 ponttal megelőzve a románokat. A magyar válogatott 2013 szeptemberében Bukarestben 3–0-ra kapott ki a románoktól, az észteket hazai pályán 5–1-re győzte le. Ezt követte egy történelmi, 1–8-as vereség a hollandoktól. Egervári Sándor ezt követően lemondott. Ezek után a válogatottnak már csak csekély matematikai esélye volt a pótselejtezőre. Az utolsó mérkőzésen Magyarország ugyan megverte Andorrát, a csoportban a harmadik lett. A válogatott irányítását ideiglenesen Csábi József vette át, majd 2013. december 19-én jelentették be, hogy Pintér Attila lett az új szövetségi kapitány.
Pintér újoncai: Futács Márkó, Gulácsi Péter, Korhut Mihály, Lang Ádám, Kalmár Zsolt, Varga Roland, Szabó János, Heffler Tibor, Rózsa Dániel, Vécsei Bálint, Bosnjak Predrag, Nagy Gábor, Simon Krisztián, Balogh Balázs voltak.
Pintér Attilát 2014. szeptember 19-én menesztették a válogatott kispadjáról, miután a 2016-os Eb-selejtezősorozat első mérkőzésén vereséget szenvedett az Északír labdarúgó-válogatott ellen 2–1 arányban. Helyére Dárdai Pált nevezte ki az MLSZ három Eb-selejtezőre és egy barátságos mérkőzésre. Szövetségi kapitánysága idején tétmérkőzésen Romániával idegenben 1-1-es döntetlent, Tórshavnben a feröeriek ellen 0 -1-es és Budapesten a finnek ellen 1-0-s győzelmet ért el a csapattal. Egyetlen vereségét barátságos mérkőzésen, itthon, Oroszország ellen 1-2-es végeredménnyel szenvedte el a válogatott. A kispadról 2015 júniusában távozott a Hertha BSC-hez.
Dárdai újoncai: Dibusz Dénes, Fiola Attila, Forró Gyula, Simon Ádám, Poór Patrik, Szolnoki Roland voltak.
Őt Bernd Storck váltotta a magyar kispadon. Storck újoncai: Nagy Ádám, Bódi Ádám, Kleinheisler László, Sallai Roland, Vida Máté, Bese Barnabás, Megyeri Balázs, Hangya Szilveszter, Berecz Zsombor, Botka Endre, Nagy Dominik, Vinícius Paulo, Eppel Márton, Márkvárt Dávid, Kleisz Márk, Balogh Norbert, Tóth Bence, Ugrai Roland és Nagy Dániel voltak. A magyar válogatott Feröer-szigetek elleni 2-1-es győzelmével bejutott a 2016-os labdarúgó-Európa-bajnokság pótselejtezős körébe, ahol Norvégiát sorsolták ellenfeléül. Az oslói Ullevaal Stadionban rendezett odavágón a 26. percben a mérkőzés győztes és egyetlen találatát a debütáló Kleinheisler László szerezte. A budapesti visszavágón már a 14. percben sikerült vezetést szerezni Priskin Tamás révén. Markus Henriksen ön- és szépítőgóljával pedig kialakult a 2-1-es végeredmény. Így Magyarország Norvégiát összesítésben, kettős győzelemmel, 3-1-re győzte le, ezzel pedig kivívta a jogot a 2016-os labdarúgó-Európa-bajnokságon való részvételre. A december 12-i sorsoláson a 3. kalapból húzták ki a válogatottat.
Az Európa-bajnokságon az F-csoportba került, ahol Portugáliát, Ausztriát és Izlandot kapta ellenfélnek. 2016. március 20-án bejelentették, hogy Bernd Storck szerződését 2018-ig meghosszabbították. 2016 május 20-án, az Elefántcsontpart elleni 0-0-s Eb felkészülési mérkőzésen Király Gábor 102. alkalommal állt a válogatott kapujában, ezzel megdöntötte Bozsik József válogatott szereplési rekordját.
Németország ellen az Eb felkészülési mérkőzésen a válogatott 2–0-s vereséget szenvedett.
A magyar válogatott az Eb-n az első mérkőzést Ausztria ellen játszotta, ahol Szalai Ádám és Stieber Zoltán góljával 2-0-ra nyerni tudott, így a magyar együttes győzelemmel kezdte az Eb-t. Négy nappal később Izlandot fogadta, a mérkőzés 1-1-es döntetlennel zárult. A 41. percben Gylfi Sigurðsson tizenegyesből szerzett góljával Izland megszerezte a vezetést, a magyarok a 86. percben Birkir Már Sævarsson öngóljával egyenlítettek ki. A magyar válogatott utolsó mérkőzését Portugália ellen játszotta, amely 3-3-as döntetlennel végződött, ez a mérkőzés az addigi leggólgazdagabb mérkőzés volt, így a magyarok 5 ponttal és 6 szerzett góllal (jobb gólkülönbséggel maga mögé utasítva Izlandot) a csoport élén végeztek. A csoportkör zárása után Gera Zoltán Portugália elleni gólját választotta az UEFA a torna addigi legszebb góljának. A válogatott számára végül a toulouse-i nyolcaddöntő jelentette a végállomást, miután a belgáktól 4-0-s vereséget szenvedett.
Még 2015. július 25-én kisorsolták a magyar válogatott csoportellenfeleit az oroszországi 2018-as labdarúgó világbajnokságra. A csapat a hattagú B-csoportban Portugáliával, Svájccal, Feröerrel, Lettországgal és Andorrával küzd meg a kijutást jelentő első, valamint a pótselejtezőt érő második helyért.
Rögtön az első összecsapáson, Feröer ellen megtört az Európa-bajnoki eufória, ugyanis a magyar csapat idegenben 0–0-s döntetlent ért el a Dániához tartozó szigetcsoport ellenében. Ezt követően papírforma eredményeket ért el a válogatott, kikapott Portugáliától és Svájctól, de megverte Andorrát és Lettországot. 2017. június 9-én történelmi 1–0-s vereséget szenvedett Andorra la Vellában az andorrai válogatott ellen. Andorra ekkor a 211-ből a 186. pozíciót foglalta el a világranglistán. A selejtezőcsoportot a válogatott a 3. helyen zárta, a 2018-as világbajnokságra nem jutott ki, Bernd Storck szövetségi kapitányt menesztették. 2017. október 30-án Georges Leekens lett a válogatott következő szövetségi kapitánya. A 2017-es év két hátralevő felkészülési mérkőzésén Szélesi Zoltán megbízott szövetségi kapitányként vezette a csapatot. November 9-én Luxemburg ellen 2-1-es vereséget szenvedett a magyar nemzeti csapat. Szélesi újoncai: Kovácsik Ádám.

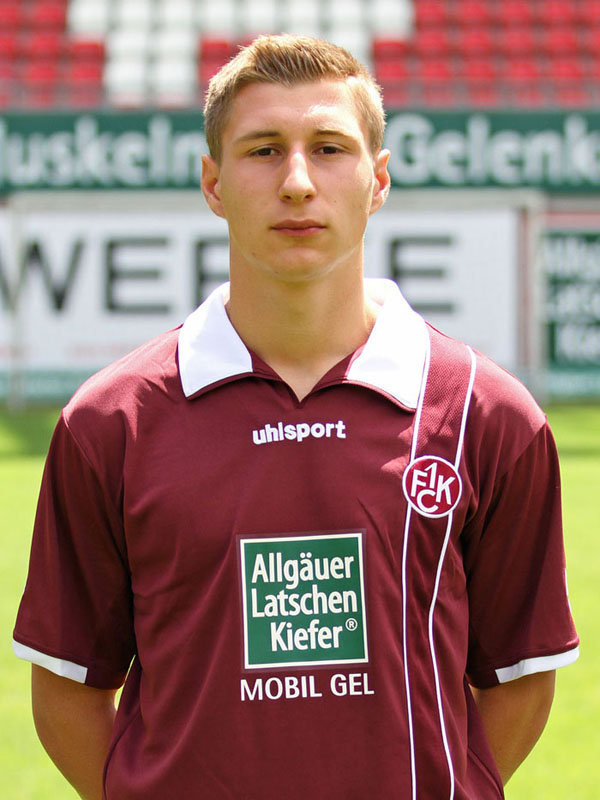
Willi Orbán 2018-ban a magyar labdarúgó válogatott legértékesebb játékosa

Georges Leekens március 23-án a kazahok elleni hazai pályán elszenvedett 3–2-es vereséggel debütált. Mindössze négy barátságos mérkőzésen irányította a magyar válogatottat, amely ez idő alatt három vereség mellett egy döntetlent tudott elérni, június 6-án idegenben, a fehéroroszok ellen. Leekenst június 19-én menesztették a válogatott éléről, utódja az olasz Marco Rossi lett. Leekens újoncai: Otigba Kenneth, Varga Kevin.
Marco Rossi korábban bajnoki címet nyert a Budapest Honvéddal és Dunaszerdahelyen is sikeresen dolgozott. A magyar válogatott kispadján 2018. szeptember 8-án ült első alkalommal, a finnek elleni idegenbeli 1–0-s vereség alkalmával. Három nap múlva vezetésével a magyar csapat hazai pályán 2-1-re legyőzte a görögöket a Nemzetek Ligájában. Majd némi szerencsét is követően második helyen zárt, miután legyőzte a csoportgyőztes és feljutott finneket a Nemzetek Ligája C osztály második csoportjában.
A 2020-as Európa-bajnokság selejtezői során hazai pályán a magyar válogatott legyőzte a világbajnoki ezüstérmes horvátokat 2–1-re és az Európa-bajnoki bronzérmes Wales csapatát 1–0-ra. Ezen eredmények mellett oda-vissza kikapott Szlovákiától, így a szoros csoport-végeredményben a negyedik helyen végzett, és az NL-eredményének köszönhetően a 2020 márciusában rendezendő pótselejtezőkön folytathatta szereplését. 2019. november 15-én a Magyarország–Uruguay mérkőzésen elbúcsúztatták Gera Zoltánt és felavatták a Puskás Arénát. A találkozót Uruguay nyerte 2–1-re.

## 2020-as évek
2020-ban a koronavírus-járvány miatt az Európa-bajnoki pótselejtezők csak az év második felében kerültek megrendezésre, míg a kontinenstornát a következő évre halasztották. A 2020–2021-es Nemzetek Ligája B ligájában a magyar válogatott az oroszokkal, szerbekkel és a törökökkel került egy csoportba. A csoportot első helyen zárták, ezzel feljutottak az A ligába. 2020 őszén az elhalasztott Eb-pótselejtezőn előbb Bulgáriát idegenben, majd Izlandot hazai pályán legyőzve a válogatott kiharcolta az Európa-bajnokságon való szereplés jogát. A hónap végén a csapat utolsó két Nemzetek Ligája-mérkőzésén négy pontot szerzett a szerbek és a törökök ellen, ezzel pedig feljutott az A-divízióba. Az Európa-bajnokságon az ellenfelek sorrendben az Eb-címvédő Portugália, az aktuális világbajnok Franciaország és Németország voltak. A portugálok ellen a 84. perc után kapott három góllal 3–0-s vereséget szenvedett a válogatott. A franciák ellen az első félidő végén szerzett góllal a 66. percig előnyben játszott a csapat, a végeredmény 1–1 lett. A németek ellen győzni kellett a továbbjutáshoz. A 11. percben szerzett gól után a 66. percig tartott az előny, majd a németek egyenlítését követően rögtön újabb góllal visszavette a vezetést a magyar válogatott. A németek csak a 84. percben tudtak egyenlíteni, ami számukra a kiesés elkerülését és a továbbjutást jelentette. A válogatott két döntetlennel és egy vereséggel esett ki az Eb-ről.
2021-ben a 2022-es vb-selejtezőkön a válogatottnak többek között Angliával, Lengyelországgal és Albániával kellett játszania, végül e három csapat mögött a csoport negyedik helyén zártak. 2022-ben a válogatott a Nemzetek Ligájában már az A ligában szerepelt, az olaszokkal, németekkel és az angolokkal egy csoportban. A csoportban 10 pontot szerezve a második helyen végeztek, Angliát kétszer legyőzték, a németek ellen pedig 4 pontot szereztek. Az eredménynek köszönhetően a 2024-es Eb-selejtező sorsolásán az 1. kalapba került a válogatott, amire korábban sosem volt példa.
Rossi újoncai: Willi Orbán, Baráth Botond, Holender Filip, Szoboszlai Dominik, Holman Dávid, Gazdag Dániel, Sigér Dávid, Ferenczi János, Szalai Attila, Nagy Zsolt, Schäfer András, Cseri Tamás, Loïc Nego, Könyves Norbert, Kecskés Ákos, Géresi Krisztián, Hahn János, Bolla Bendegúz, Schön Szabolcs, Sallói Dániel, Tamás Márk, Kiss Tamás, Balogh Botond, Ádám Martin, Callum Styles, Vancsa Zalán, Kerkez Milos, Németh András, Baráth Péter, Dárdai Palkó, Szappanos Péter, Csoboth Kevin, Varga Barnabás, Kata Mihály, Szuhodovszki Soma, Dárdai Márton, Nikitscher Tamás, Gera Dániel, Szűcs Kornél, Osváth Attila, Dárdai Bence